# Japonismo

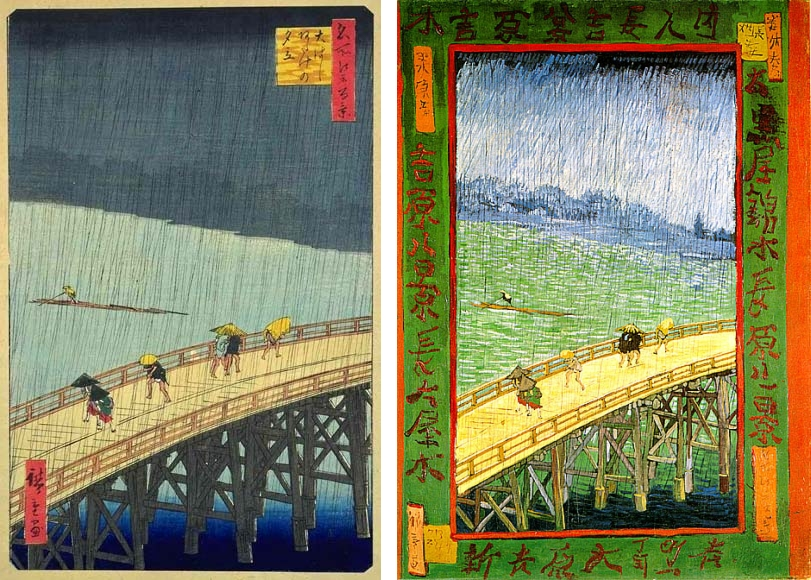
Exemplo de Japonismo: pintura de Van Gogh a partir da gravura A ponte sob a chuva, de Hiroshige.

Japonismo é a influência de obras artísticas do Japão no Ocidente. Começou a ocorrer por volta segunda metade do século XIX, sendo promovida pelas Exposições Internacionais de 1862, 1867 e 1878, em cidades como Londres e Paris. A gravura, em especial, foi bem criticada por artistas europeus.
O Japão passou por volta de três séculos, sem contato com o ocidente, e sua cultura era desconhecida para o resto do mundo. Enquanto estiveram isolados, os japoneses criaram estilos originais de expressão artística. Com vários temas, onde há ênfase aos  ligados à tradição militar, religião, ou ao cotidiano, desenvolveram técnicas peculiares de produção.
O Japonismo não deve ser considerado como uma "cópia" do Japão pela Europa, mas sim um encontro entre as duas culturas. A nova concepção plástica foi marcada pela assimetria, ausência de profundidade, cores chapadas, etc.
Muitos aspectos dos movimentos artísticos Art Nouveau e Impressionismo não podem ser entendidos sem uma referência aos modelos japoneses. Entre os pintores mais afetados estão Van Gogh, Manet, Degas, Gauguin, Seurat, Mucha, Bonnard, Matisse, entre outros.
Embora a influência do Japonismo nas artes visuais seja notável, ela não se restringe a apenas este campo, tendo influenciado também a arquitetura, o paisagismo e a moda.

## História
O japonismo é um termo francês cunhado pelo colecionador e crítico de arte francês Philippe Burty (1830-1890) que diz respeito à influência e popularidade do design e da arte japonesa da segunda metade do século 19. O termo japonismo foi desenvolvido para explicar a repentina expansão e popularização das estampas “ukiyo-e”, um estilo de pintura parecido com a xilogravura japonesa, criada ao longo do Período Edo, de objetos artísticos e decorativos japoneses que influenciaram os nichos artísticos ocidentais, com maior foco nos Estados Unidos e Europa.
Artistas como Claude Monet tiveram seu primeiro contato com a arte japonesa na intenção de colecionar os artefatos. O Japonismo começou como o ato de colecionar a arte nipônica (principalmente ukiyo-e) e, só então, estabeleceu-se sua influência nas obras ocidentais. O contato do ocidente com as obras japonesas, que se iniciou por meio da Exposição Internacional de Viena acarretou num aumento significativo do fluxo de mercadorias entre as culturas japonesa e ocidental. Eram levados para a Europa leques, porcelanas, sedas, bambu e marfim.
Esse movimento foi de grande importância na evolução de pinturas, arquitetura e artes decorativas. Apesar de uma lacuna de aproximadamente três séculos entre a cultura japonesa e a cultura ocidental, a cultura japonesa gradualmente entrou na vida cotidiana de vários outros países. Apesar de o país se encontrar isolado, sua produção artística era muito prolífica. Antes da abertura, os japoneses criaram expressões artísticas originais relacionadas à vida cotidiana, às tradições militares e à religião. Além disso, as técnicas originais e únicas de produção e expressão artística foram desenvolvidas sem influência ocidental.

## Ukiyo-e
No início do século XVII, prevalecia um estilo de pintura mais aristocrático e acadêmico, com retratos muito formais de imagens mitológicas, profetas e santos. Nesse mesmo período de tempo , o acesso às pinturas era privilégio da elite social, mas vários fatores contribuíram para uma mudança nesse cenário.
O ukiyo-e é considerado um subgênero do Fuzu-e, um estilo de pintura que retrata costumes e cenários da vida cotidiana japonesa. De acordo com Shosei Suzuki, do Museu Edo-Tokyo no Japão: "As gravuras de Ukiyo-e são retratos de atores, famosas beldades de Yoshiwara, bem como garçonetes comuns de casas de chá, lutadores de sumô e figuras urbanas." A técnica de xilogravura permitiu que a pintura se expandisse e se popularizasse. Ukiyo-e é dividido em duas categorias: original e xilogravura.
Para fazer xilogravuras japonesas, são feitos primeiro em papel e depois colocados em blocos de madeira. Em seguida, seções do papel em branco são esculpidas na madeira, estampando o desenho. Pinta-se o bloco e coloca-se outra folha de papel sobre a qual se imprime a cor, através de um pequeno bloco chamado baren. Em muitos casos, vários painéis serão feitos de uma peça, cada um impresso em uma cor diferente.[carece de fontes?]

## Principais influências
As estampas Ukiyo-e foram uma das principais influências japonesas na arte Ocidental. Artistas ocidentais foram inspirados por diferentes composições do espaço, achatamento de planos e usos abstratos das cores. O ênfase em diagonais, assimetrias e espaço negativo também pode ser encontrado em obras de artistas ocidentais que foram influenciados por esse estilo.

### Van Gogh

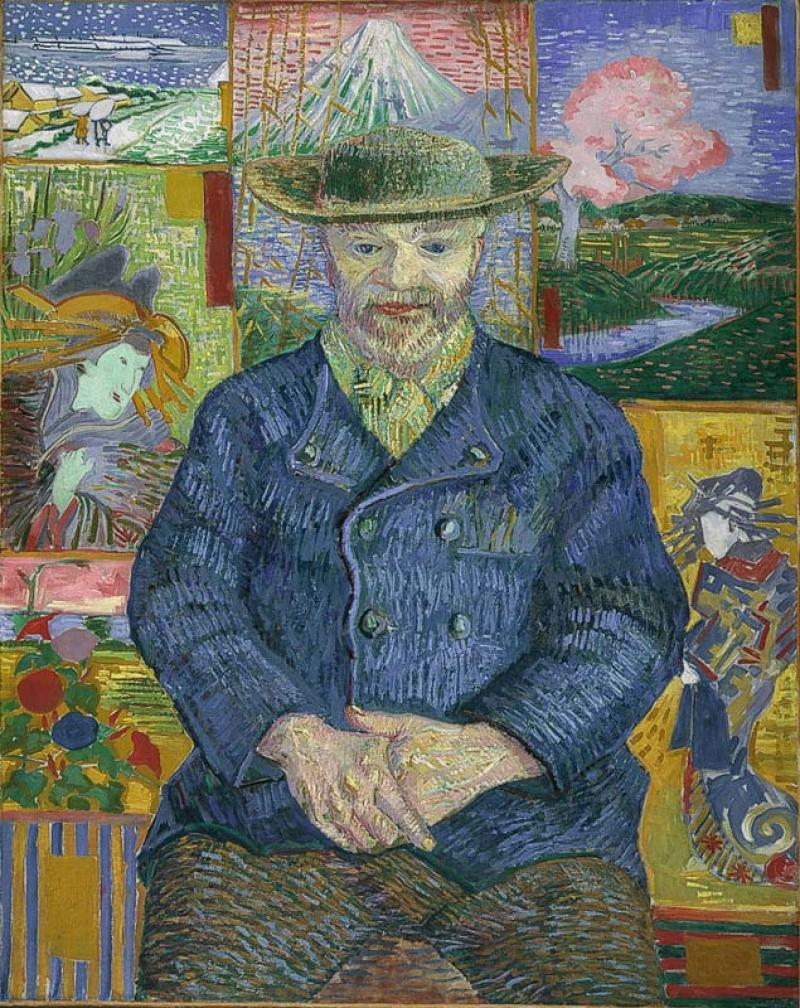
Portrait of Père Tanguy por Vincent van Gogh, um exemplo de influência Ukiyo-e na arte ocidental (1887).

Os interesses de Vincent van Gogh nas estampas japonesas começou quando descobriu ilustrações feitas por Félix Régamey nas revistas The Illustrated London News e Le Monde Illustré. Régamey criava matrizes de madeira, seguia técnicas japonesas e frequentemente representava cenas do cotidiano japonês em suas obras. Van Gogh usou Régamey como referência para suas práticas artísticas e para cenas do cotidiano japonês. Em 1885, Van Gogh parou de colecionar ilustrações em revistas, como as de Régamey, e começou a colecionar estampas ukiyo-e, que podiam ser compradas em butiques parisienses. Essas estampas eram compartilhadas pelo artista com seus contemporâneos, com os quais organizou uma exibição de estampas japonesas em Paris no ano de 1887.
O Retrato de Père Tanguy (1887), de Van Gogh, é um retrato de seu vendedor de cores Julien Tanguy. O artista dinamarquês criou duas versões deste retrato. Ambas possuem, em seus planos de fundo, artes japonesas de artistas reconhecidos como Hiroshige e Kunisada. Inspirado nas xilogravuras japonesas e em suas paletas de cores coloridas, Van Gogh incorporou uma vibração própria em suas obras. O artista fez os retratos de Tanguy repleto de cores vibrantes ao reconhecer que àqueles que costumavam comprar suas obras não estavam mais interessados em pinturas tipicamente dinamarquesas, em tons de cinza, e que pinturas mais coloridas eram consideradas modernas e desejáveis.

### Alfred Stevens

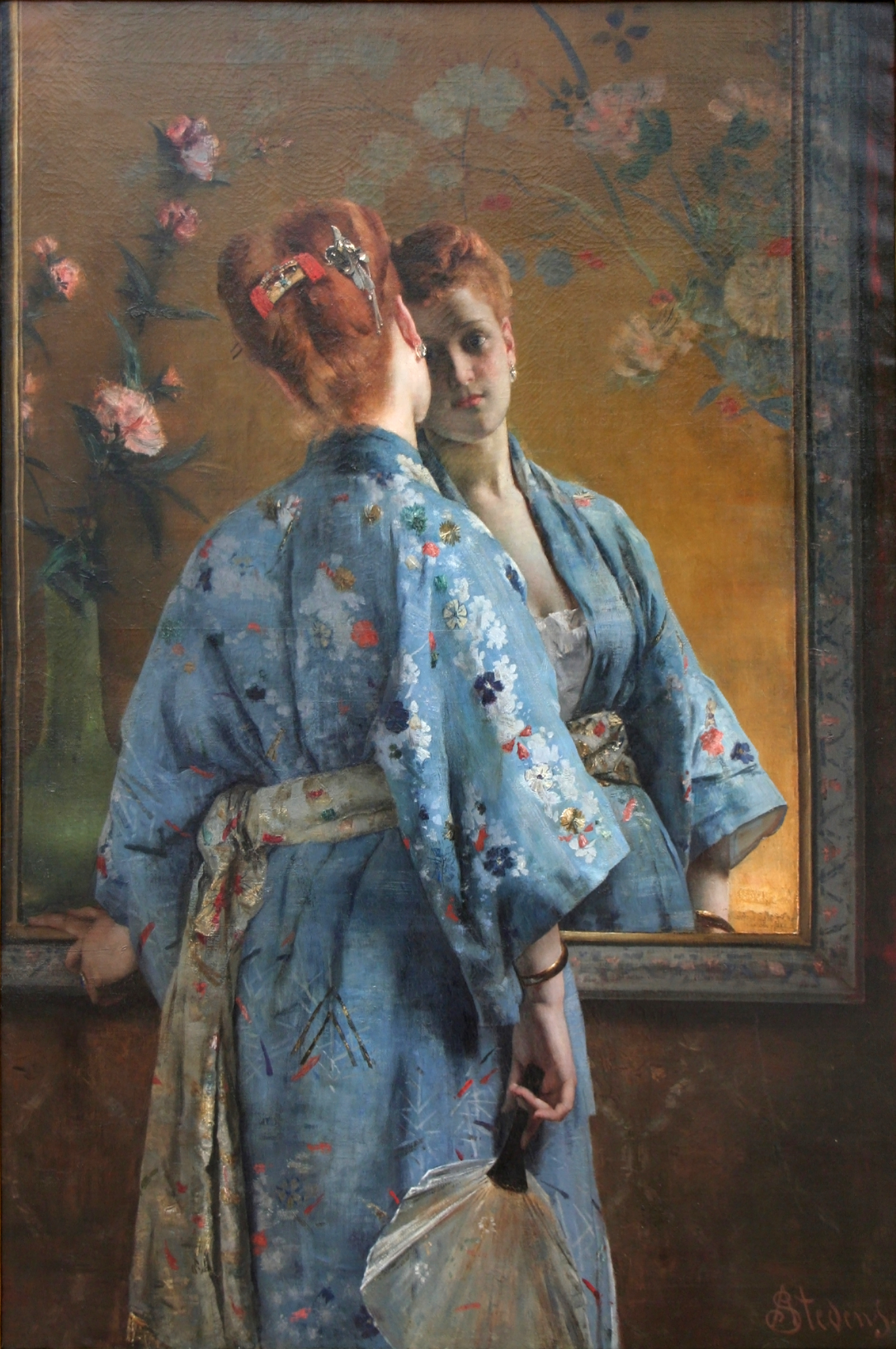
La parisienne japonaise por Alfred Stevens (1872).

O pintor belga Alfred Stevens foi um dos primeiros colecionadores e entusiastas da arte japonesa em Paris. Objetos presentes no estúdio de Stevens ilustram seu fascínio com antiguidades e mobílias japonesas e exóticas. Stevens era próximo de Manet e de James McNeill Whistler, com quem compartilhou o interesse desde cedo. Muitos de seus contemporâneos encontravam-se animados, principalmente depois da Exposição Internacional de 1862 em Londres e da Exposição Internacional de 1867 em Paris, onde a arte e objetos japoneses apareceram pela primeira vez.
A partir dos meados dos anos 1860, o Japonismo se tornou um elemento fundamental nas pinturas de Stevens. Uma de suas obras mais famosas influenciadas pelo japonismo foi La Parisienne Japonaise (1872). Stevens percebeu que diversos retratos de mulheres jovens em kimonos e elementos japoneses apareciam frequentemente em suas obras, como em La Dame en Rose (1866), uma de suas primeiras obras, em que se mesclava a vista de uma mulher muito bem vestido em um interior repleto de objetos japoneses extremamente detalhados, e em The Psyché (1871), onde é possível ver pinturas japonesas em uma cadeira, indicando sua paixão artística.

### Edgar Degas

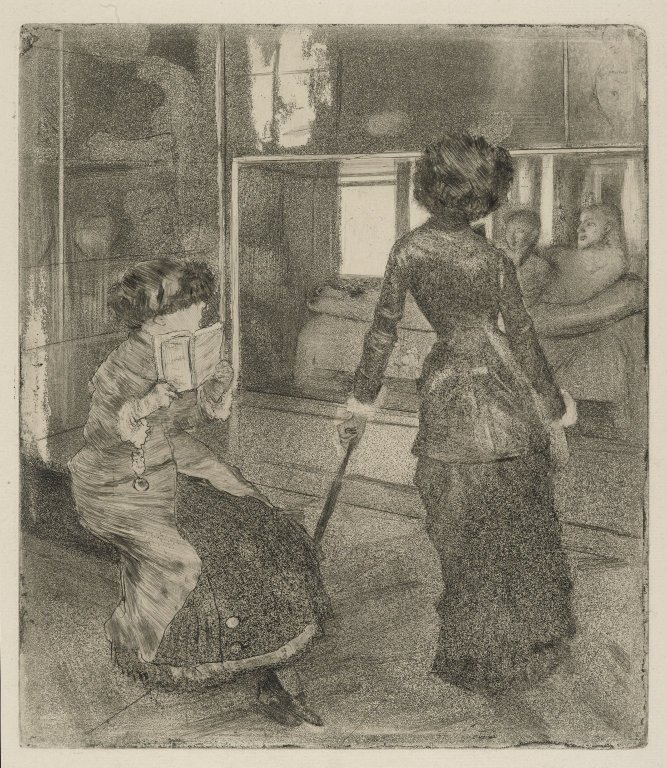
Edgar Degas, Mary Cassatt no Louvre: A Galeria Etrusca, 1879-1880. Água-tinta, ponta-seca, ataque suave e ataque com brunimento, 26,8 × 23,6 cm.

Na década de 1860, Edgar Degas começou a colecionar xilogravuras japonesas da La Porte Chinoise e de outras butiques de gravuras em Paris. Seus contemporâneos também começaram a colecionar essas obras, o que aumentou suas fontes de inspiração. Dentre as obras reveladas a Degas estava uma cópia do Mangá de Hokusai, que Bracquemond comprou depois de vê-lo no workshop de Delântre. A data estimada para a adoção do japonismo por Degas é 1875 e é possível observar sua preferência por dividir diferentes cenas ao colocar barreiras verticais, diagonais e horizontais.
Semelhante a muitos artistas japoneses, as obras de Degas focavam principalmente no cotidiano das mulheres. As posições atípicas das figuras femininas e a dedicação com a realidade em suas gravuras fez com que Degas fosse equiparado a artistas japoneses como Hokusai, Utamaro e Sukenobu. Na obra Mary Cassatt at the Louvre: The Etruscan Gallery (1879-80) de Degas, o artista usa duas figuras: uma sentada e uma em pé, uma composição comum em obras japonesas desse estilo. Degas continuou o uso de linhas para criar profundidade e separar espaços dentro de uma cena. Sua apropriação mais clara é a de uma mulher apoiada em um guarda-chuva fechado, imagem retirada diretamente de um dos Mangás de Hokusai.

### James McNeill Whistler
A arte japonesa começou a ser exibida na Grã Bretanha no início da década de 1850. Essas exibições continham diversos objetos japoneses incluindo mapas, cartas, tecidos e objetos do cotidiano. Tais exibições serviram de fonte nacional de orgulho para a Grã Bretanha e ajudaram a criar uma identidade japonesa à parte da identidade cultural generalizada conhecida como “orientais”.
James Abbott McNeill Whistler foi um artista americano que trabalhou na Grã Bretanha. Durante o fim do século XIX, Whistler começou a rejeitar o estilo de pintura realista que seus contemporâneos adotaram. Ao invés disso, Whistler encontrou simplicidade na estética japonesa. O artista americano foi influenciado pelos métodos generalistas de articulação e composição japonesas, que foram integrados ao seu trabalho, ao invés de copiar trabalhos e artistas específicos.

### Paul Gauguin
Van Gogh influenciou muitos de seus contemporâneos, como Paul Gauguin. Depois de pintarem juntos em 1888, as características japonistas das obras de Van Gogh influenciaram as obras de Gauguin. Na época, Gauguin se encontrava decepcionado com o Impressionismo e julgava as pinturas européias como cópias umas das outras e rasas no que dizia respeito ao simbolismo presente nas mesmas. Essa influência japonista fez com que Paul Gauguin caminhasse em direção ao estilo Cloisonista.[carece de fontes?]

### Artistas influenciados pela arte e pela cultura japonesas
| Artistas                  | Data de Nascimento | Data da Morte | Nacionalidade       | Estilo                                                 |
| ------------------------- | ------------------ | ------------- | ------------------- | ------------------------------------------------------ |
| Alfred Stevens            | 1823               | 1906          | Belga               | Realismo, Pintura de gênero                            |
| James Tissot              | 1836               | 1902          | Francês             | Realismo, Pintura de gênero                            |
| James McNeill Whistler    | 1834               | 1903          | Americano           | Tonalismo, Realismo, Impressionismo                    |
| Édouard Manet             | 1832               | 1883          | Francês             | Realismo, Impressionismo                               |
| Claude Monet              | 1840               | 1926          | Francês             | Impressionismo                                         |
| Vincent van Gogh          | 1853               | 1890          | Dinamarquês         | Pós-impressionismo                                     |
| Edgar Degas               | 1834               | 1917          | Francês             | Impressionismo                                         |
| Pierre-Auguste Renoir     | 1841               | 1919          | Francês             | Impressionismo                                         |
| Camille Pissarro          | 1830               | 1903          | Dinamarquês-Francês | Impressionismo, Pós-impressionismo                     |
| Paul Gauguin              | 1848               | 1903          | Francês             | Pós-impressionismo, Primitivismo                       |
| Henri de Toulouse-Lautrec | 1864               | 1901          | Francês             | Pós-impressionismo, Art Noveau                         |
| Mary Cassatt              | 1844               | 1926          | Americano           | Impressionismo                                         |
| George Hendrik Breitner   | 1857               | 1923          | Dinamarquês         | Impressionismo de Amsterdã                             |
| Bertha Lum                | 1869               | 1954          | Americano           | Prints em estilo japonês                               |
| William Bradley           | 1801               | 1857          | Britânico           | Retrato                                                |
| Aubrey Beardsley          | 1872               | 1898          | Britânico           | Art Nouveau, Esteticismo                               |
| Arthur Wesley Dow         | 1857               | 1922          | Americano           | Arts & Crafts, Prints em estilo japonês                |
| Alphonse Mucha            | 1860               | 1939          | Checo               | Art Nouveau                                            |
| Gustav Klimt              | 1862               | 1918          | Austríaco           | Art Nouveau, Simbolismo                                |
| Pierre Bonnard            | 1867               | 1947          | Francês             | Pós-impressionismo                                     |
| Frank Lloyd Wright        | 1867               | 1959          | Americano           | Prairie School                                         |
| Charles Rennie Mackintosh | 1868               | 1928          | Escocês             | Simbolismo, Arts & Crafts, Art Nouveau, Estilo Glasgow |
| Louis Comfort Tiffany     | 1848               | 1933          | Americano           | Designer de jóias e vidro                              |
| Helen Hyde                | 1868               | 1919          | Americano           | Prints em estilo japonês                               |
| Georges Ferdinand Bigot   | 1860               | 1927          | Francês             | Cartoon                                                |

## Museus
Nos Estados Unidos, o fascínio com a arte japonesa se estendeu colecionadores e museus criando coleções significativas que ainda existem e têm influenciado diversas gerações de artistas. O epicentro foi Boston, muito provavelmente por conta de Isabella Stewart Gardner, uma colecionadora pioneira de arte asiática. Como resultado, o Museu de Belas Artes de Boston declara ter a coleção mais fina de arte japonesa fora do Japão.

## Galeria

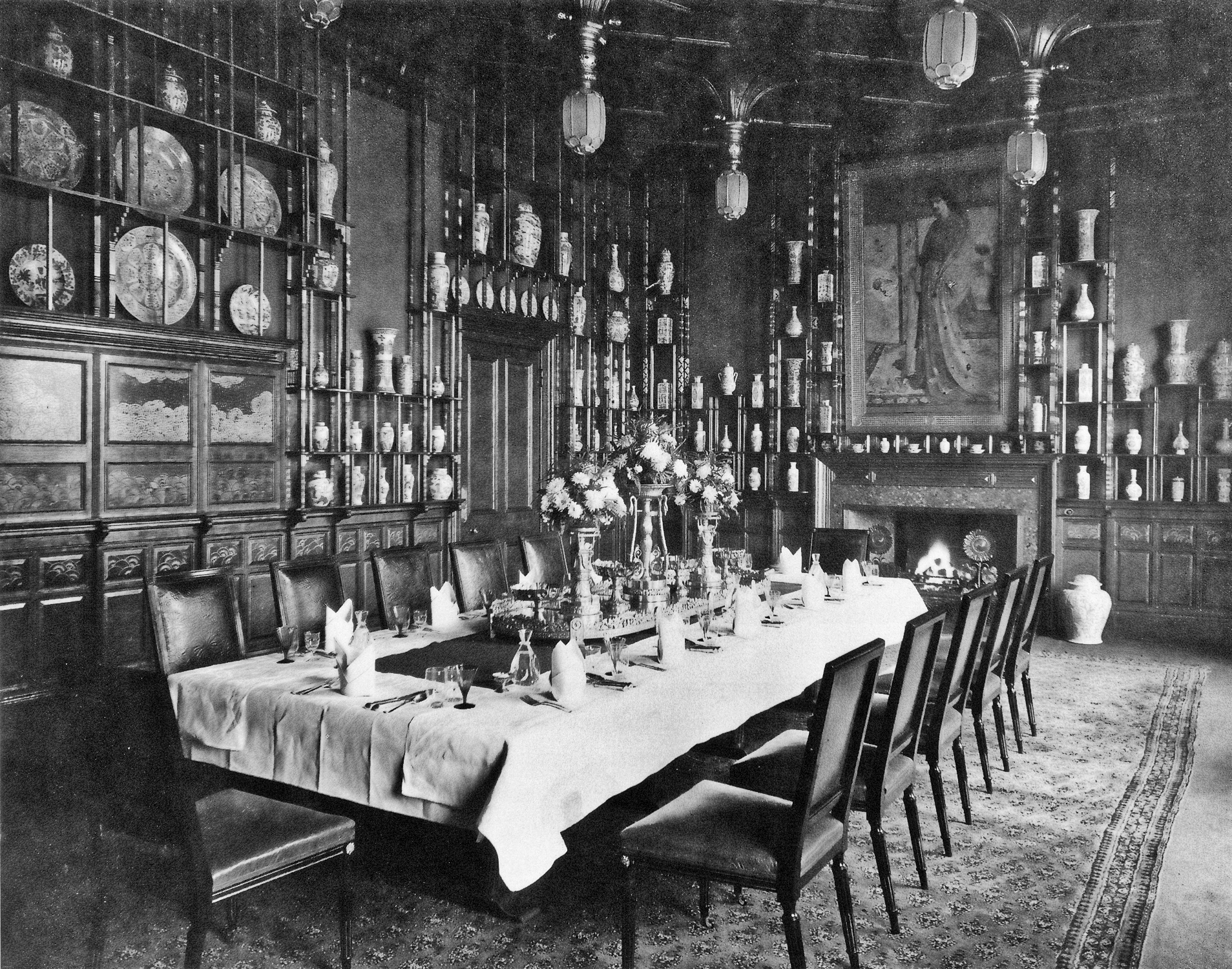
James McNeill Whistler, O Quarto do Pavão, 1876–1877
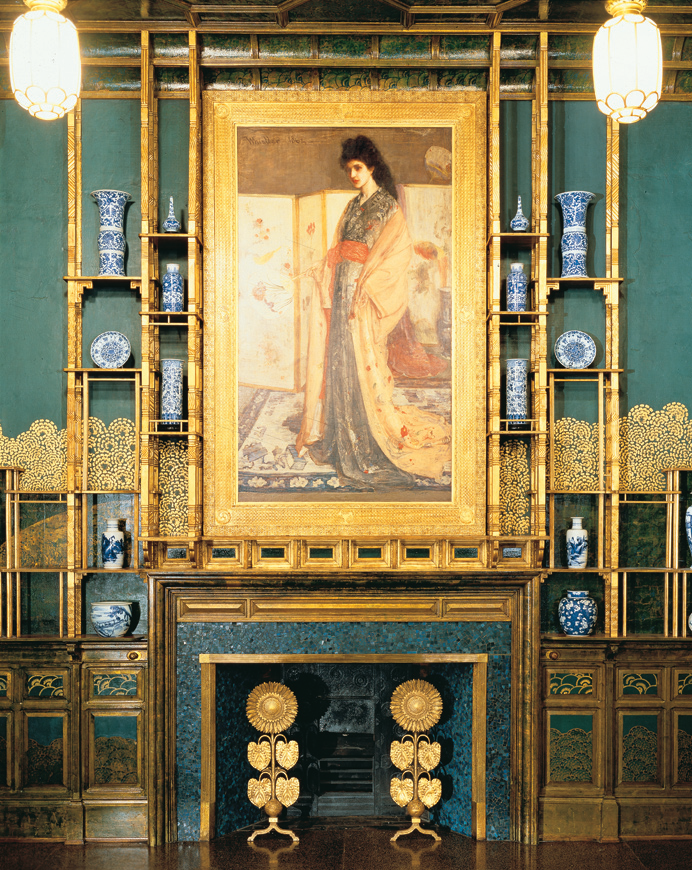
James McNeill Whistler, A Princesa da Terra de Porcelana, 1863–1865
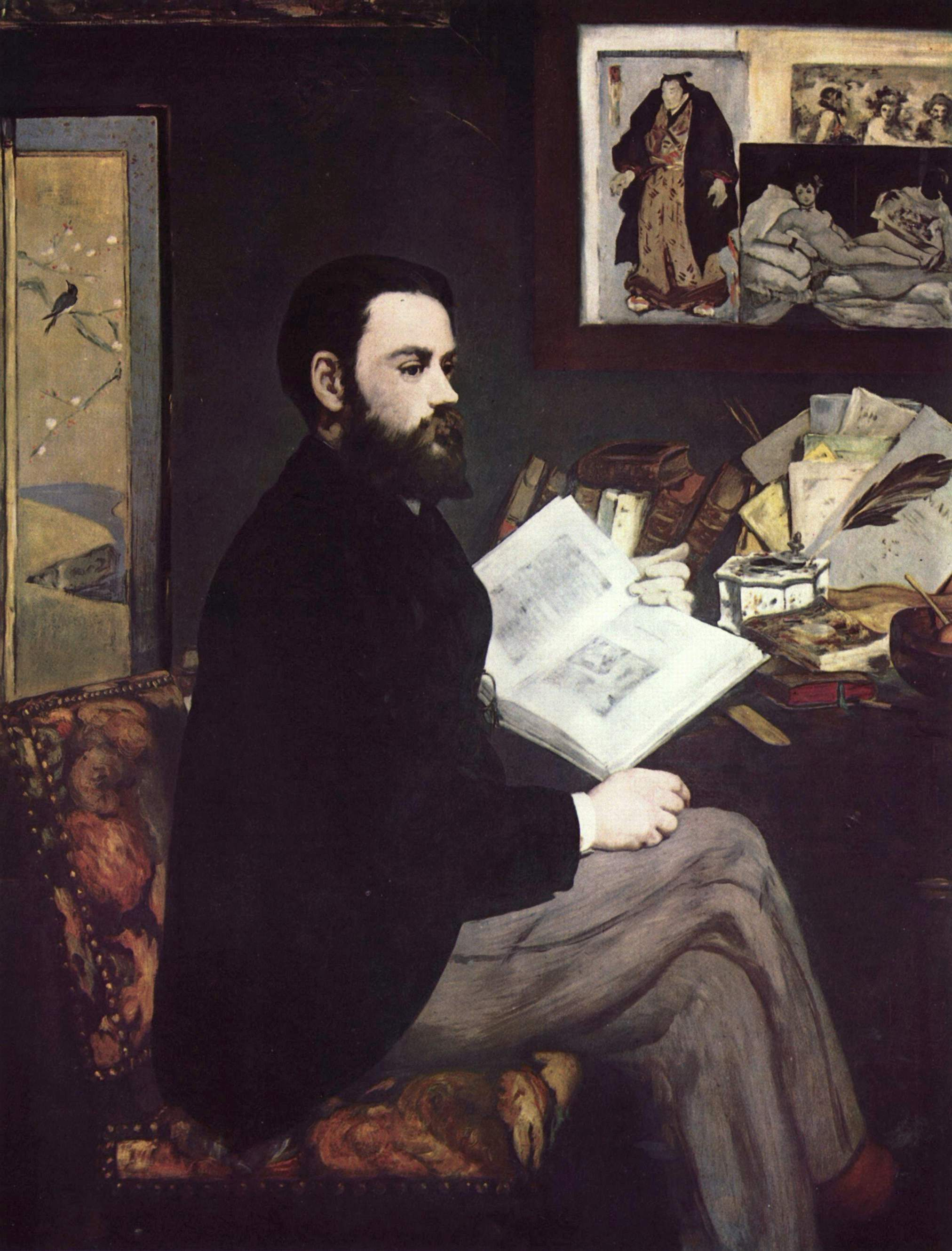
Édouard Manet, O Retrato de Émile Zola, 1868
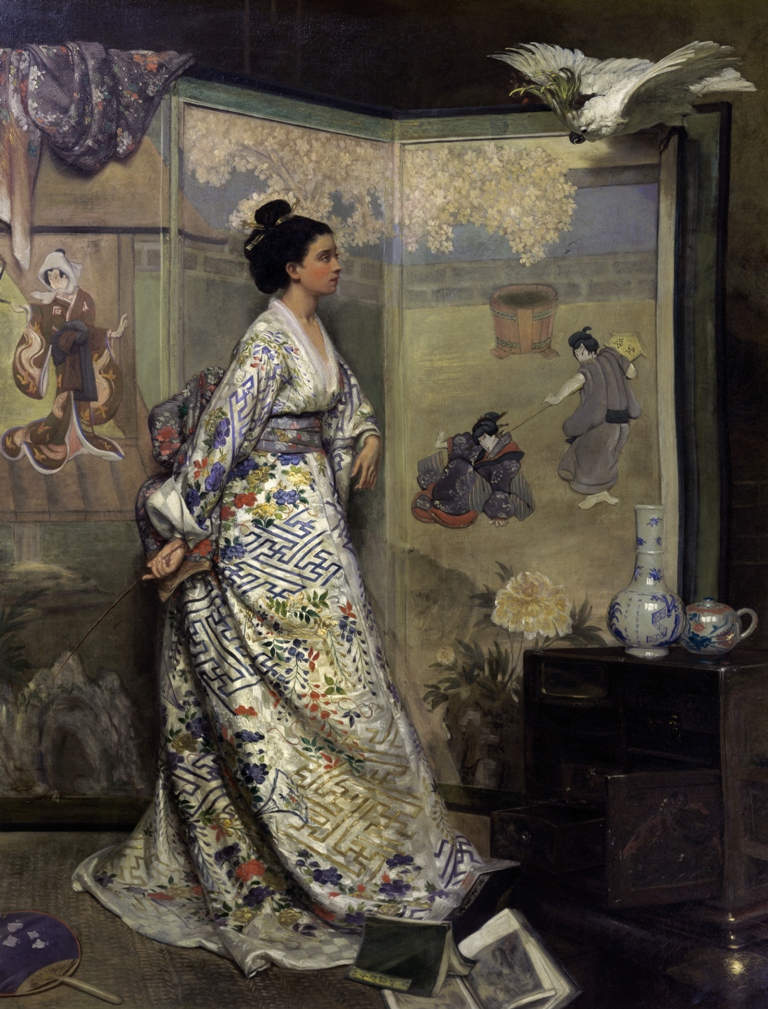
Gustave Léonard de Jonghe, O Fã Japonês, c. 1865
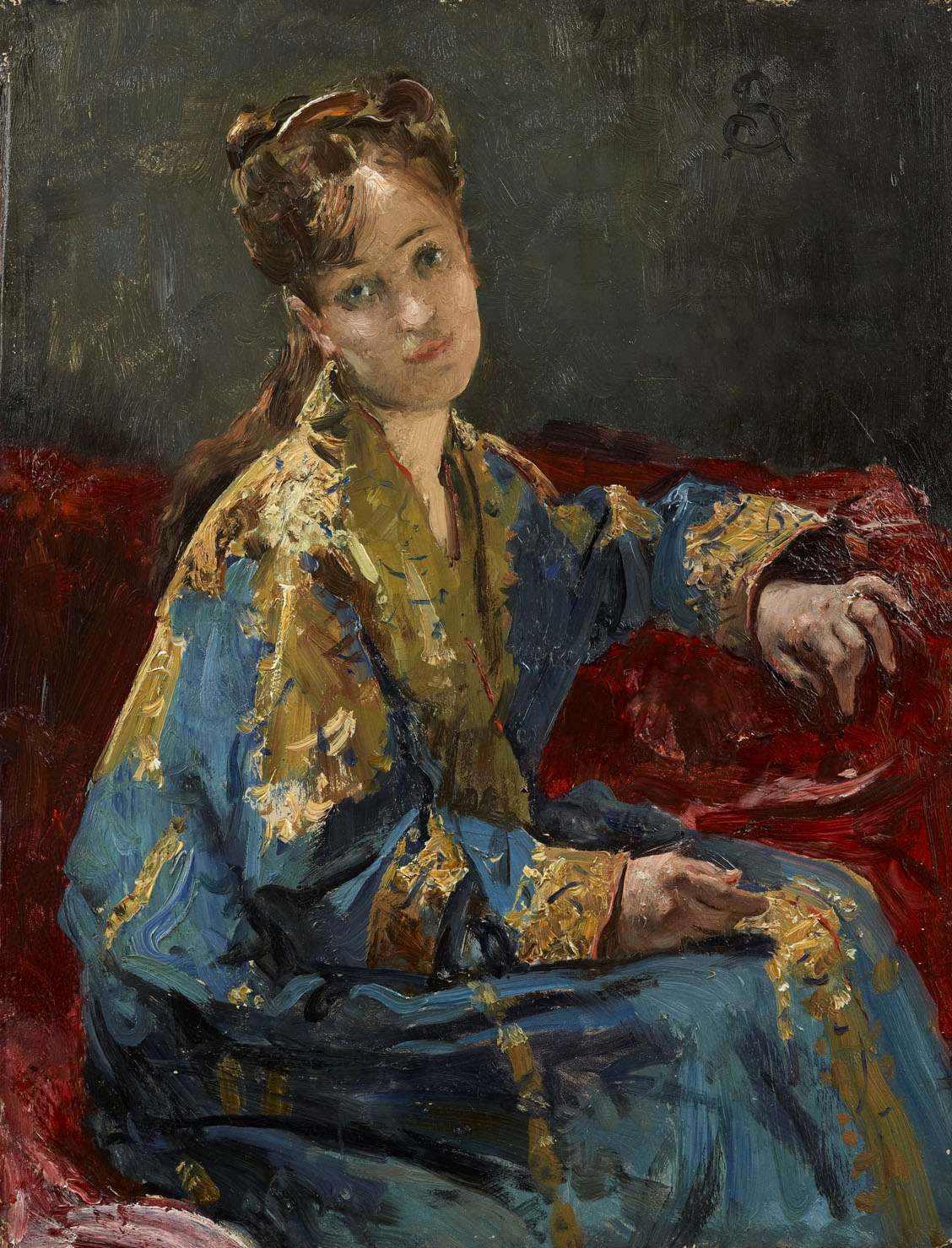
Alfred Stevens, Girl Wearing a Kimono, 1872
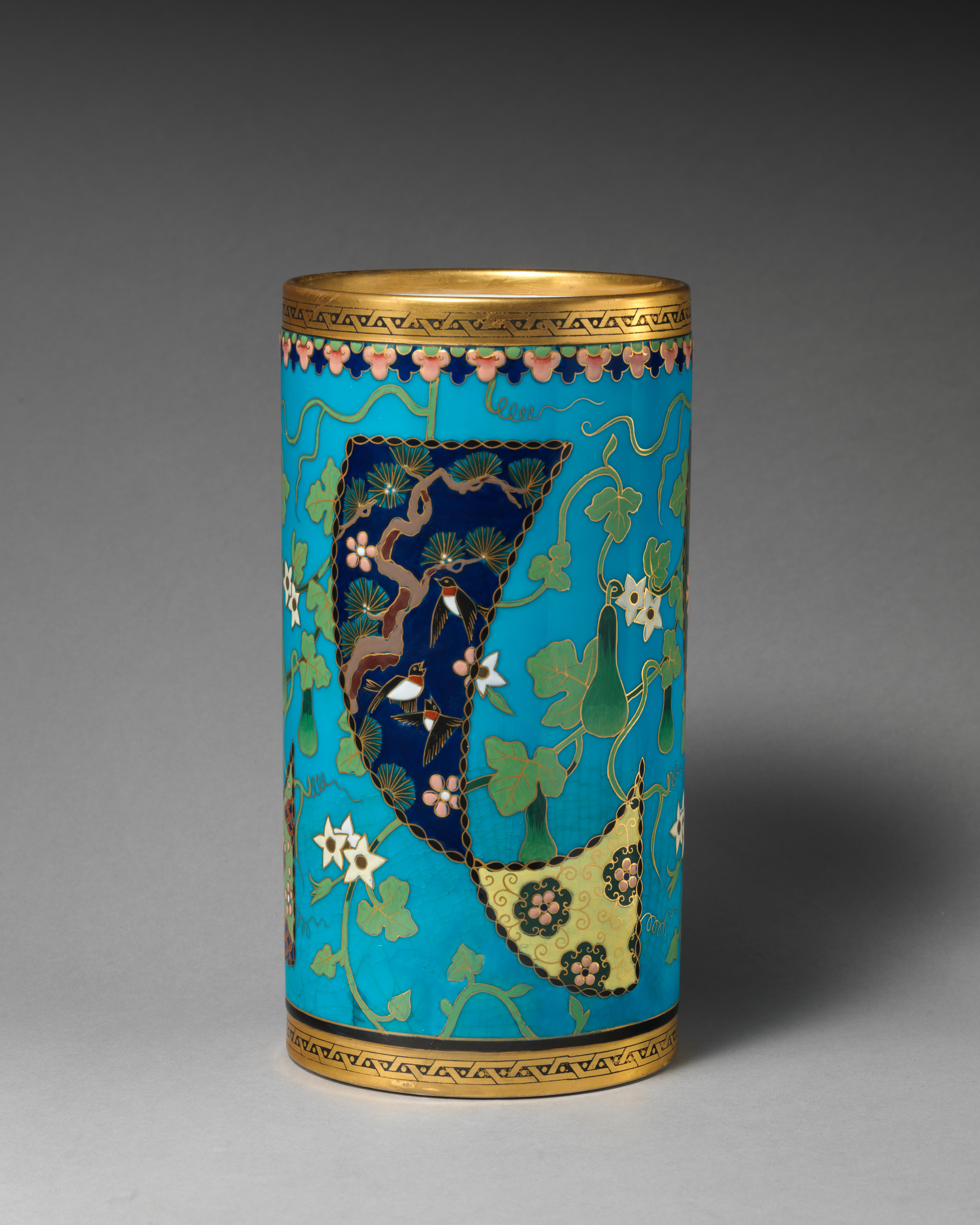
Large spill vase, c. 1872
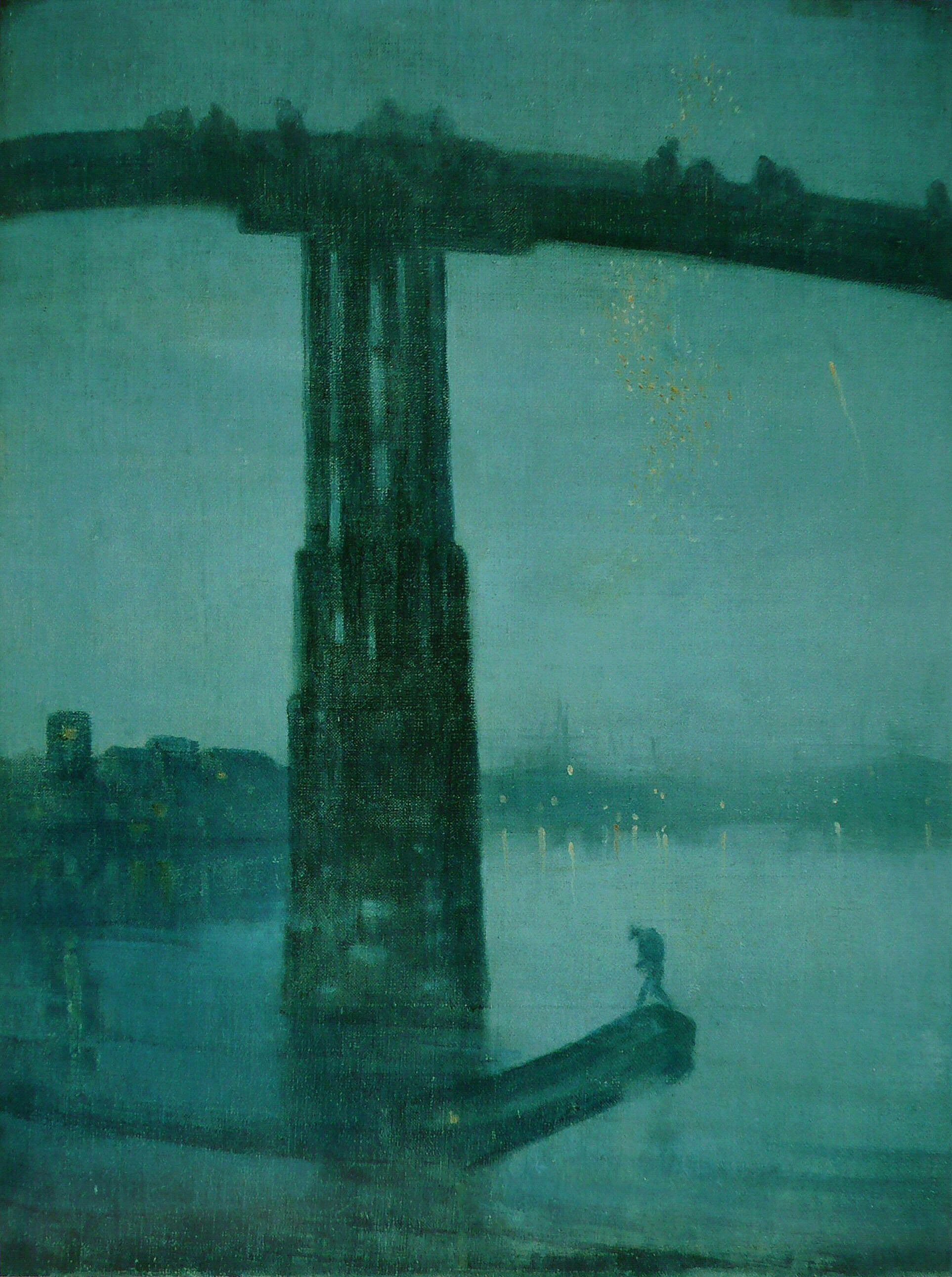
James McNeill Whistler, Noturno: Azul e Dourado - Antiga Ponte Battersea, 1872–1875
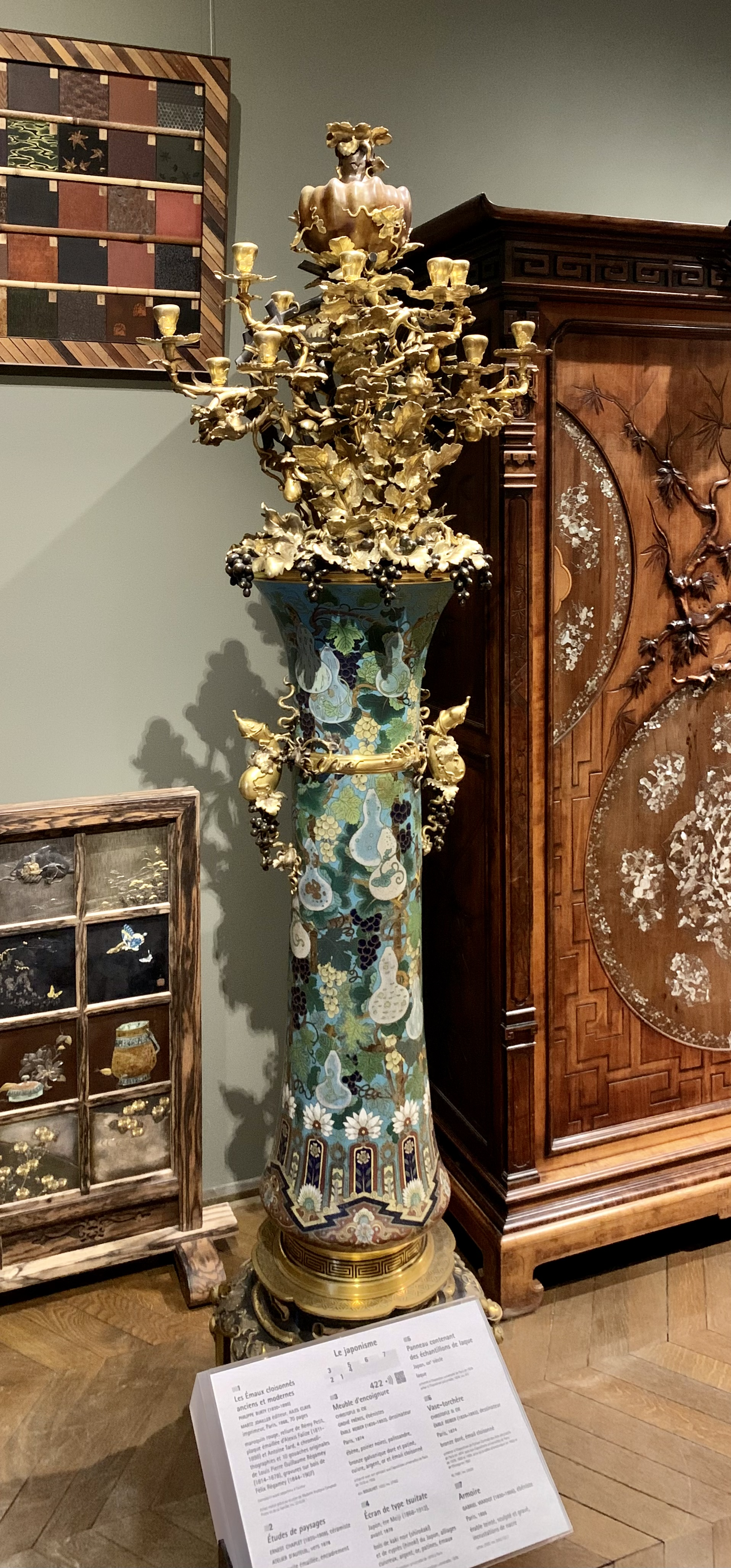
Christofle & Cie and Émile Reiber, Vaso de Lustre, 1874
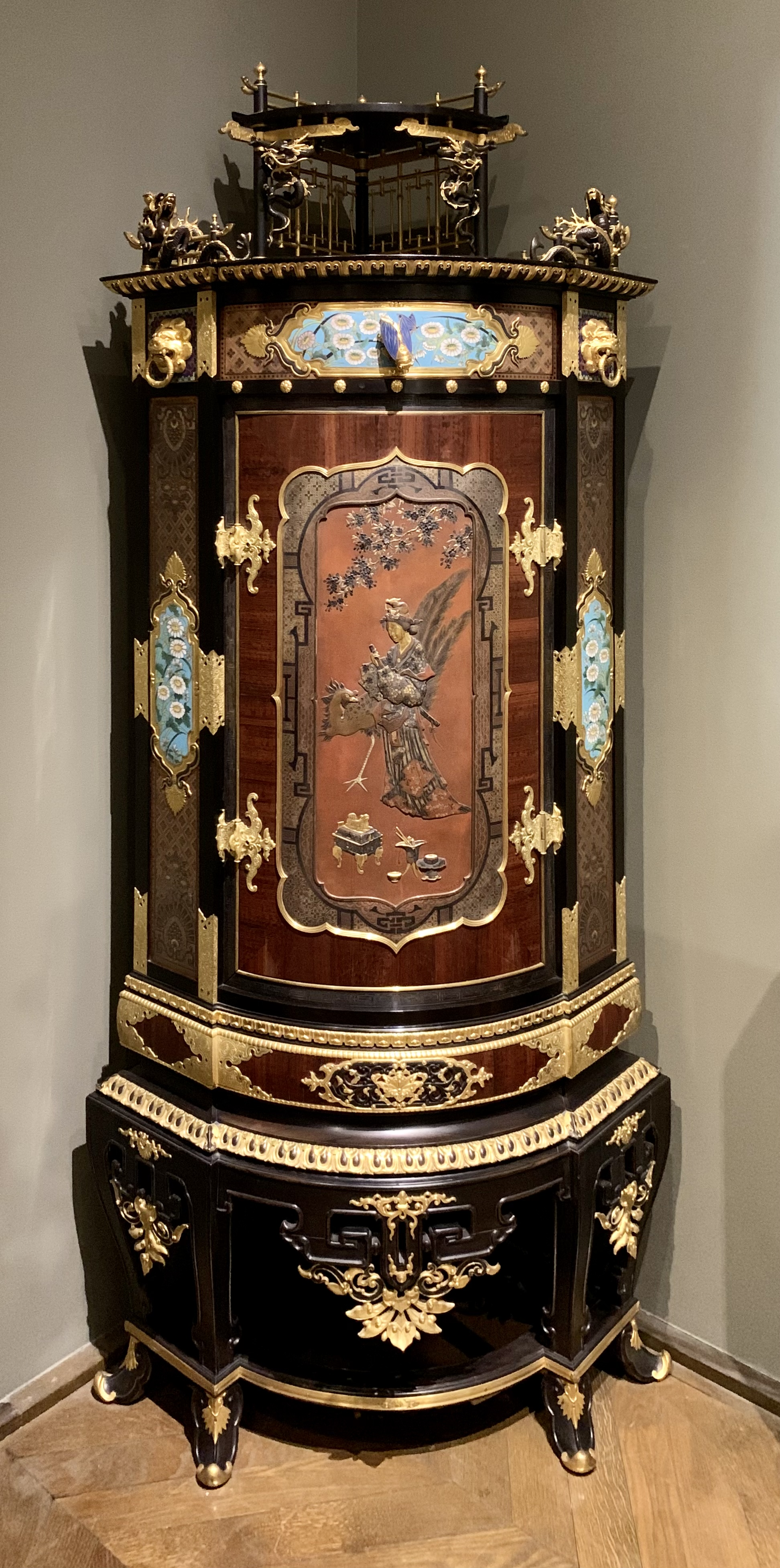
Émile Reiber, Grohé Brothers, Eugène Capy, Antoine Tard, and Christofle & Cie, Armário de Quina, 1874–1878
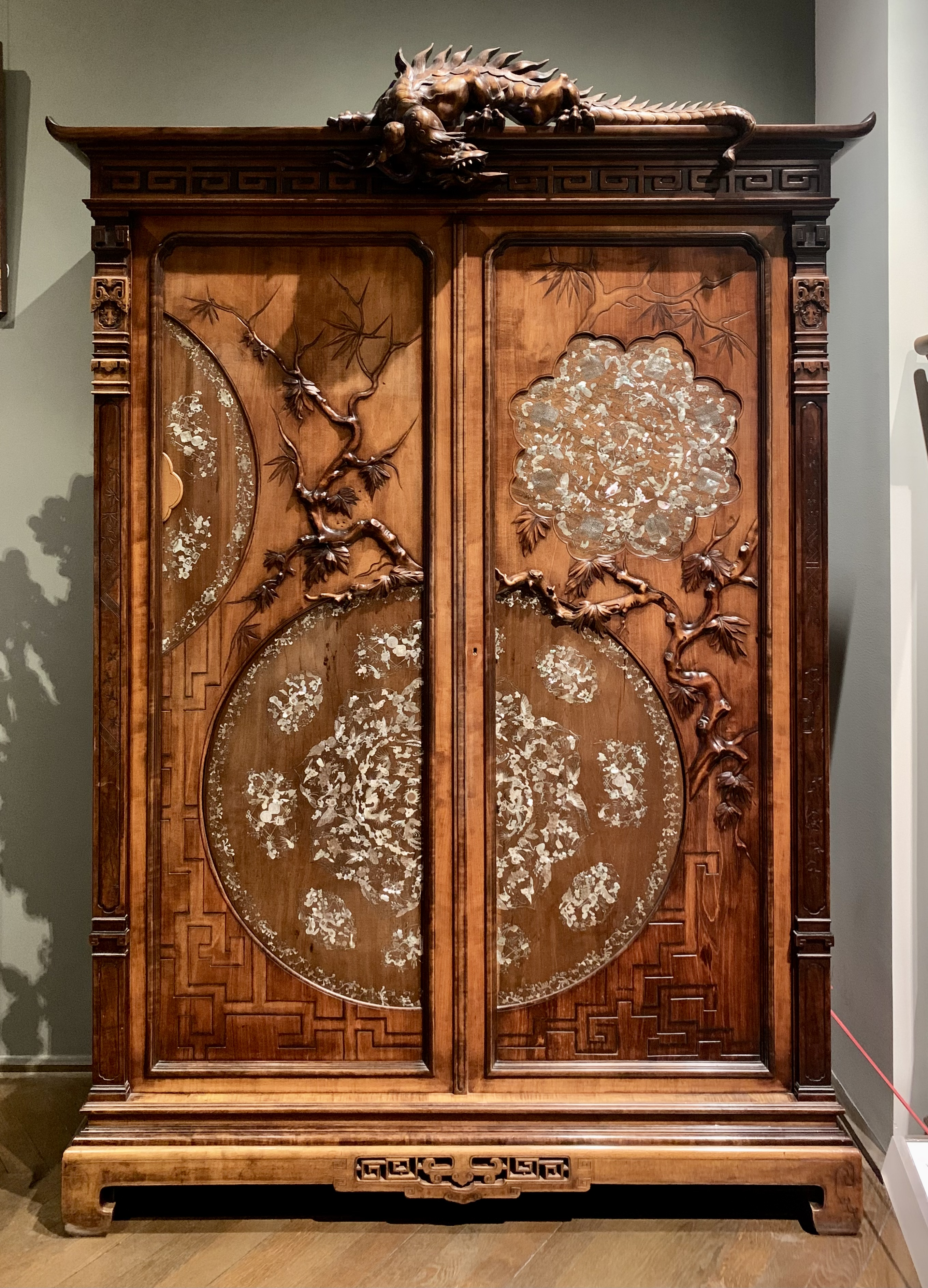
Léon Dromard, Armário, c. 1874–1889
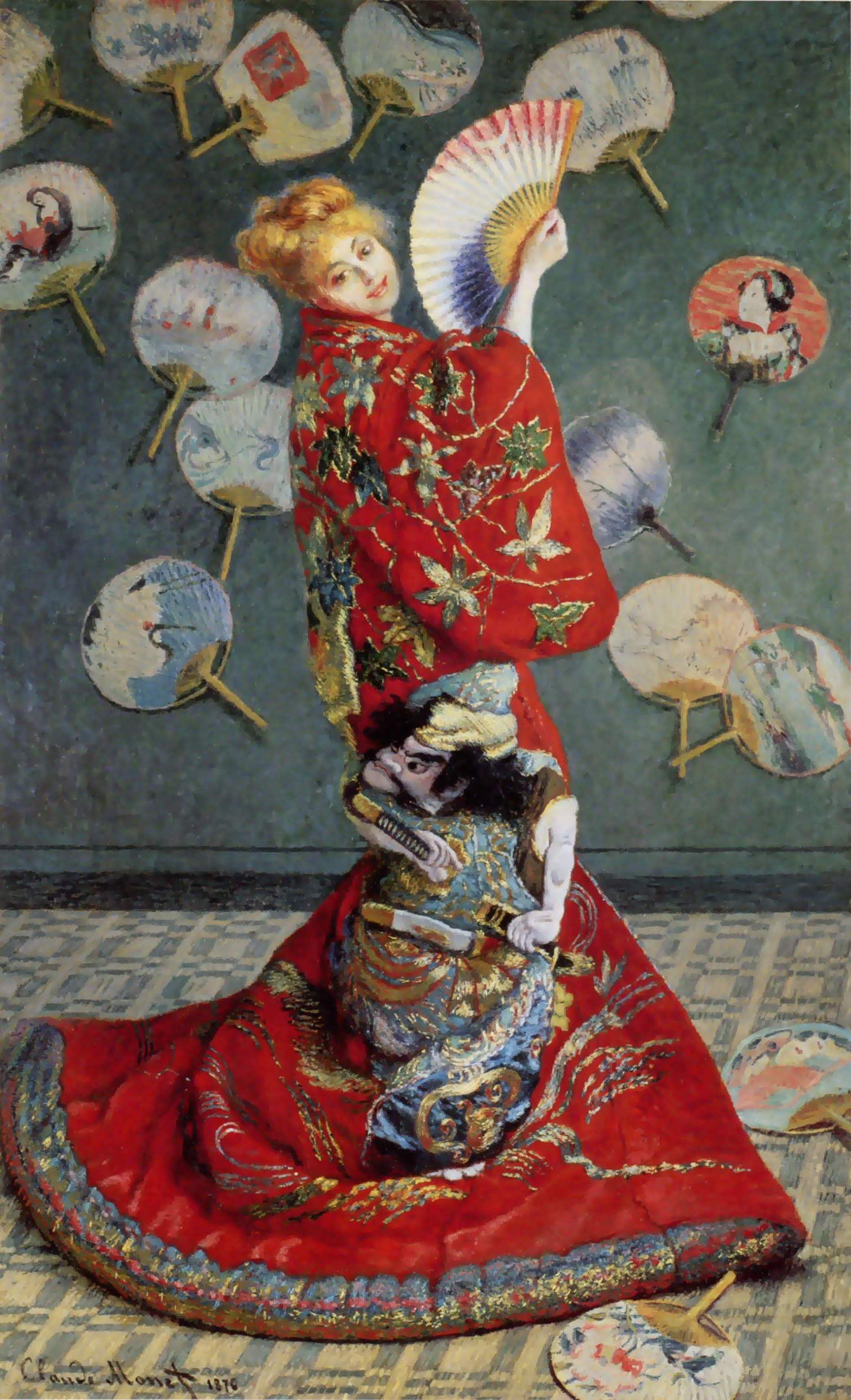
Claude Monet,  Madame Monet em Trajes Japoneses, 1875
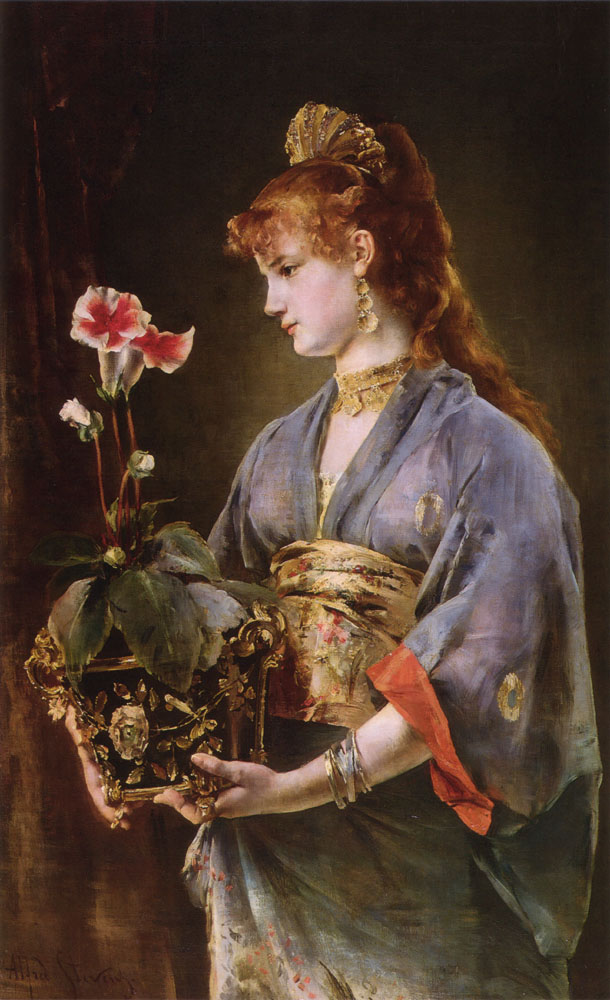
Alfred Stevens, Yamatori, c. 1878
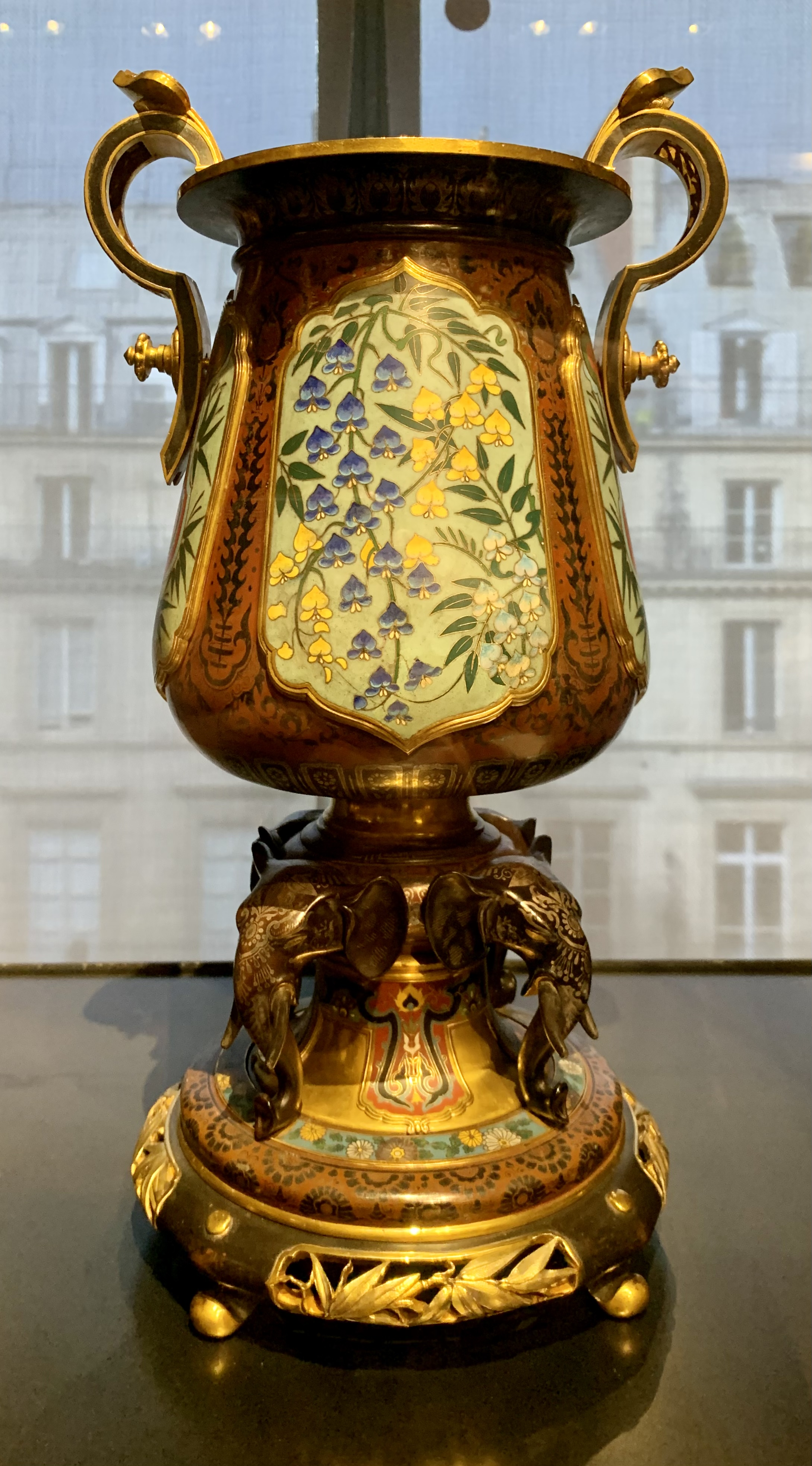
Christofle & Cie and Émile Reiber, Vaso «Elefante», 1878
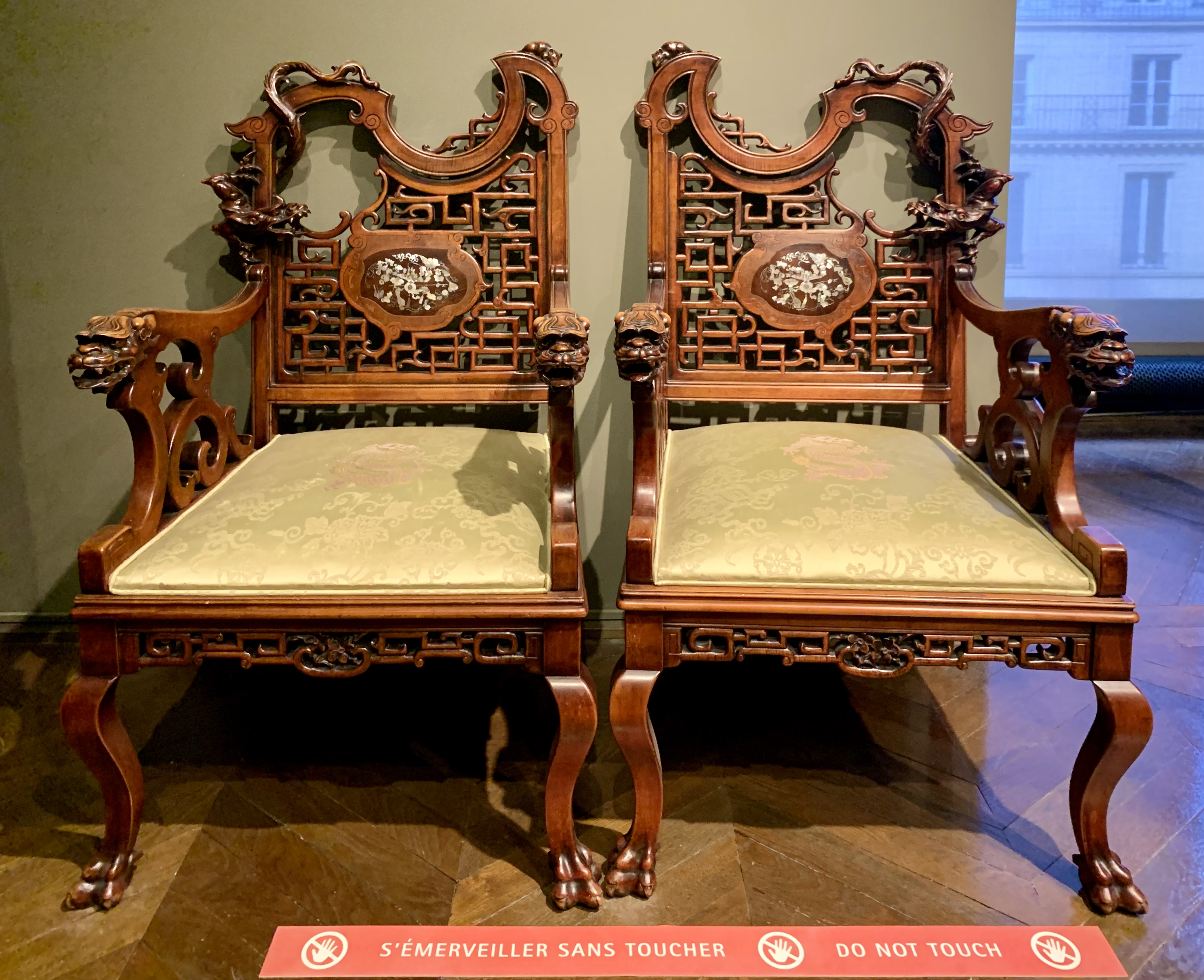
Gabriel Viardot, Paris, Par de Poltronas, c. 1880
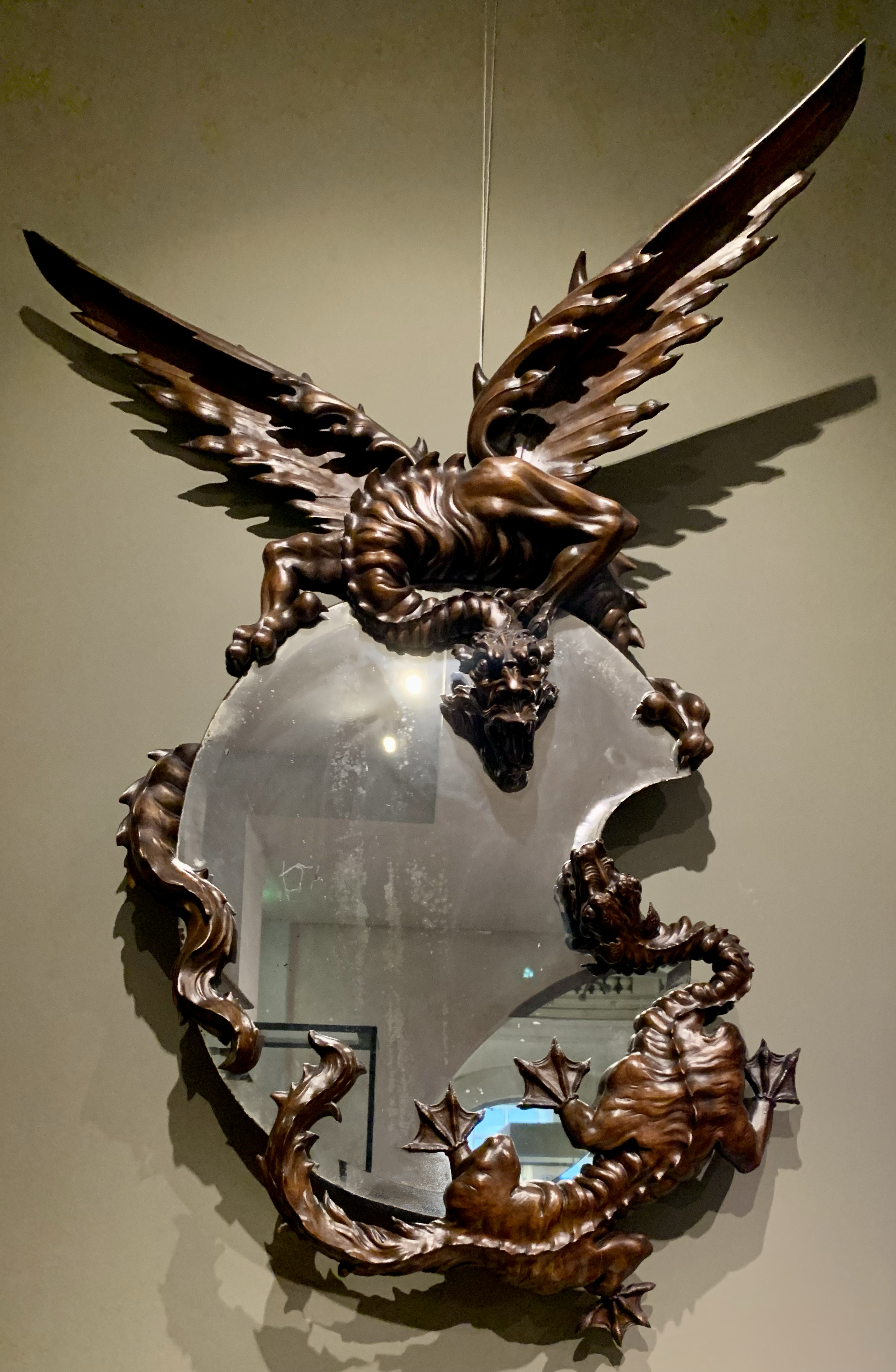
Gabriel Viardot, Espelho com Moldura, c. 1880
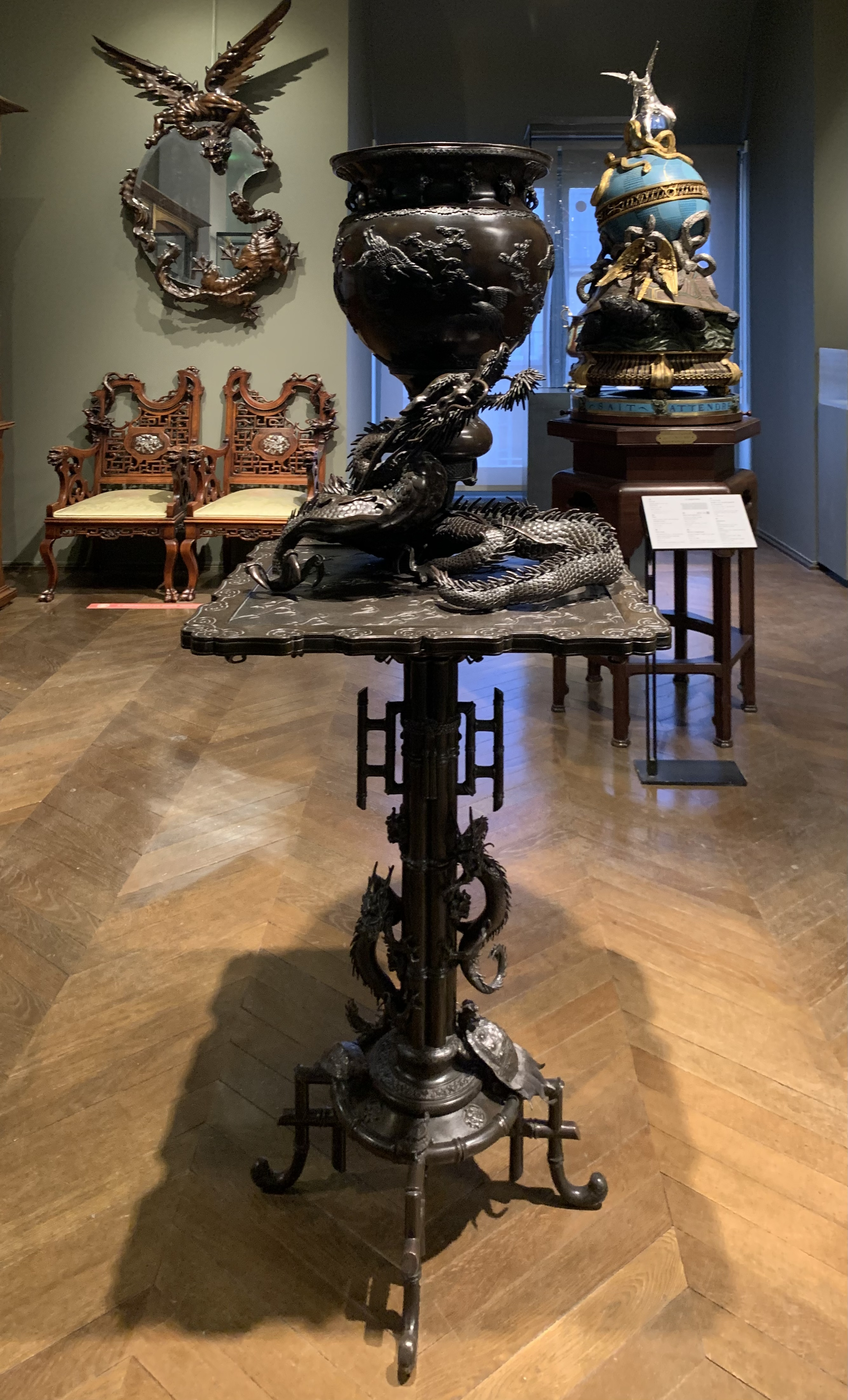
Édouard Lièvre and Maison Ferdinand Barbedienne, jardinière, c. 1880
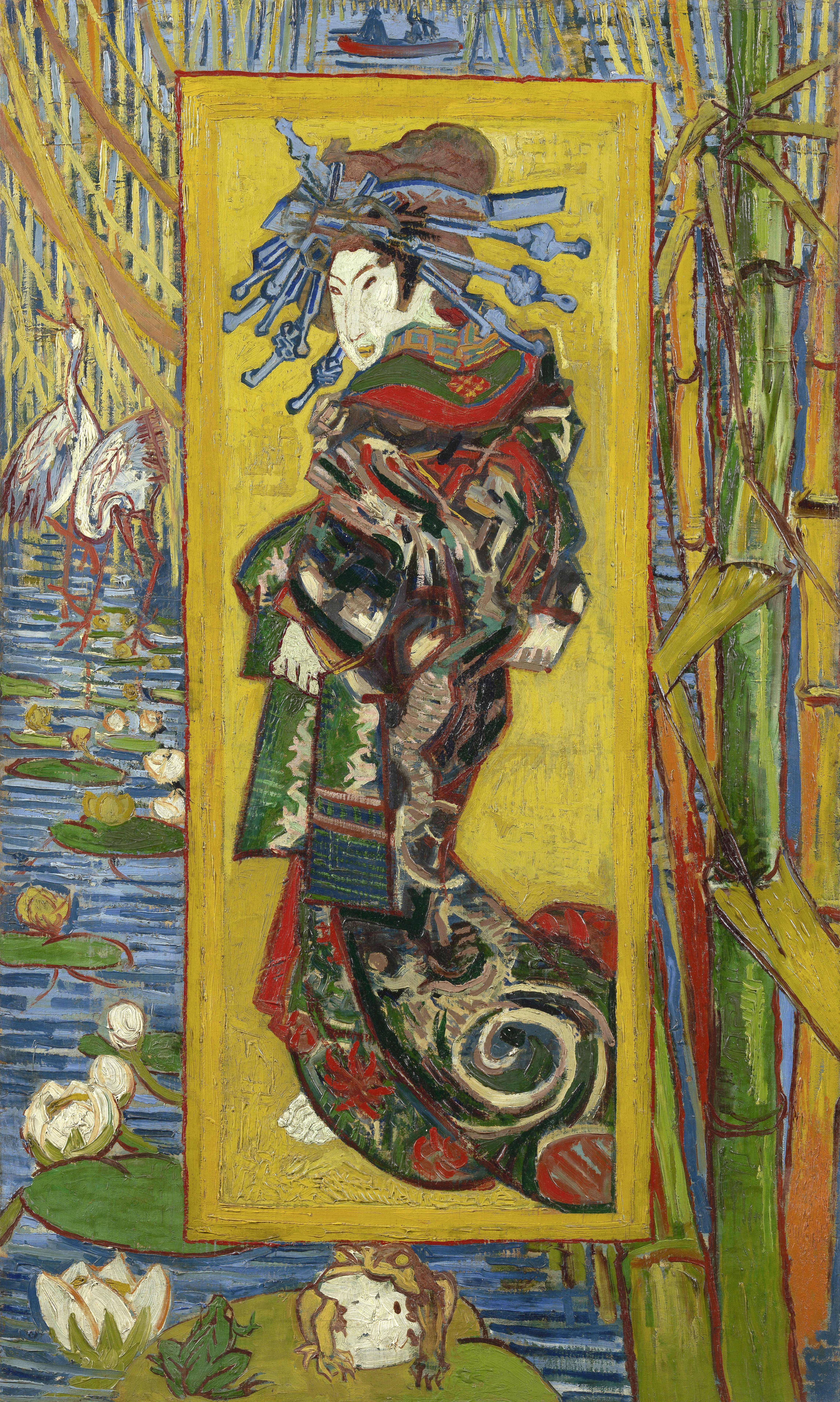
Vincent van Gogh, A Cortesã (inspirado em Courtesan Wearing Uchikake with dragon design de Keisai Eisen), 1887
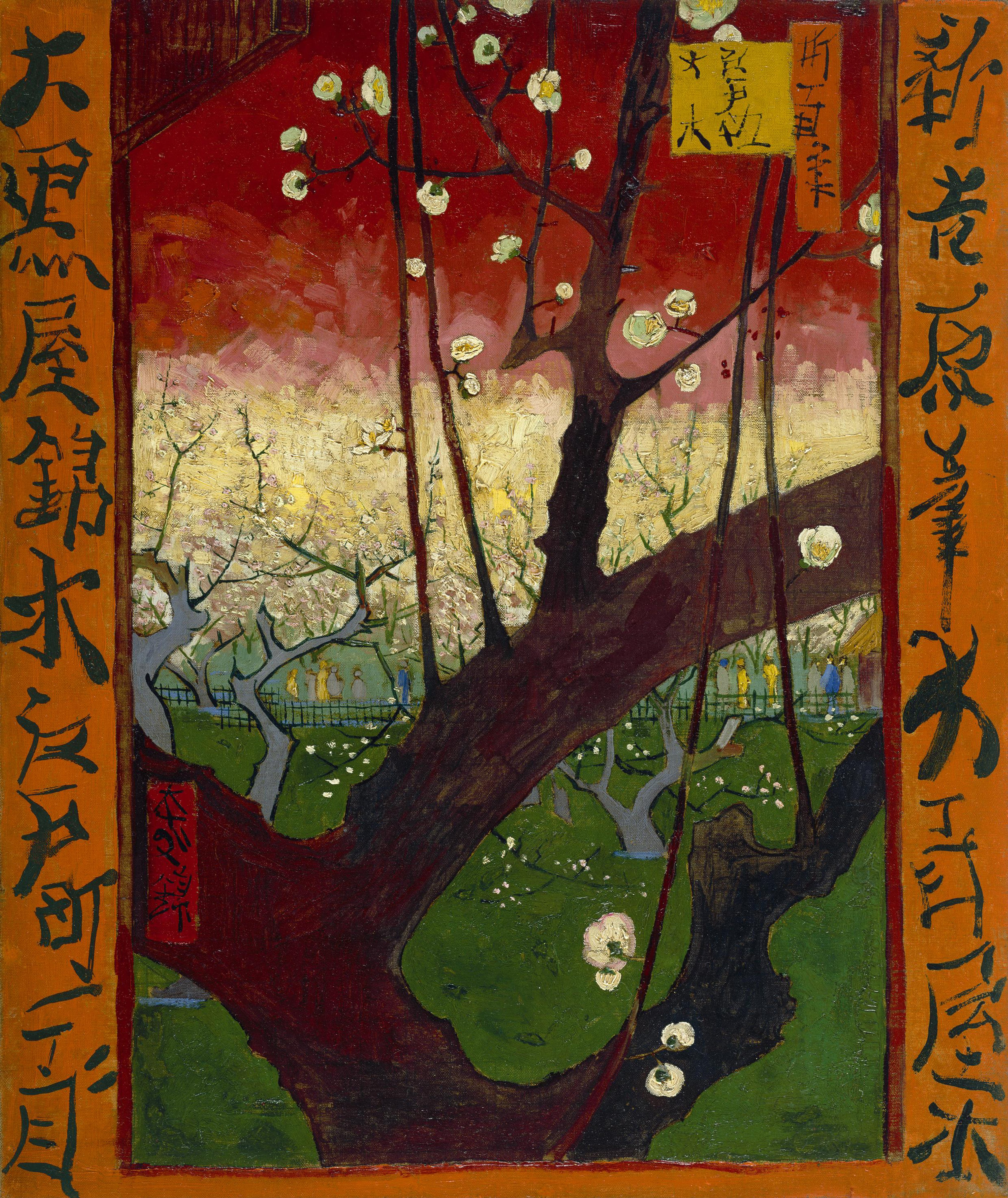
Vincent van Gogh, Ameixa em Flor (inspirado no Jardim de Ameixa em Kameido de Hiroshige), 1887
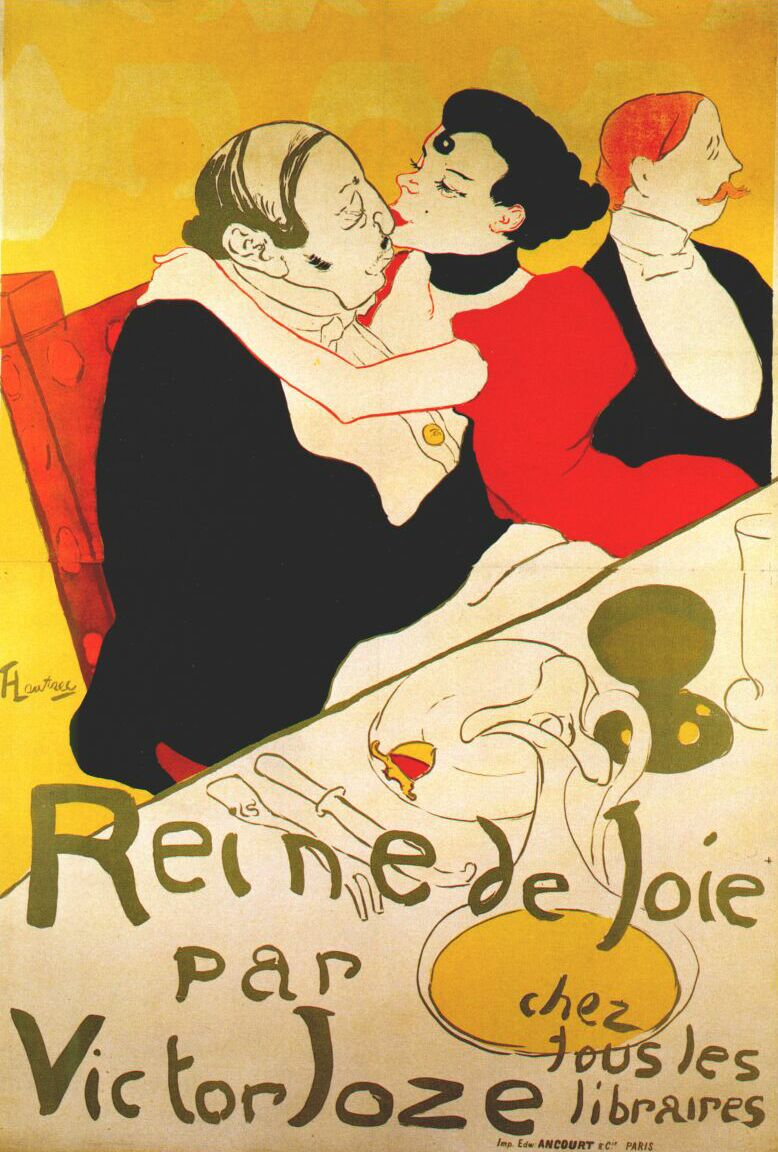
Henri de Toulouse-Lautrec Pôster da Raina da Alegria de 1892
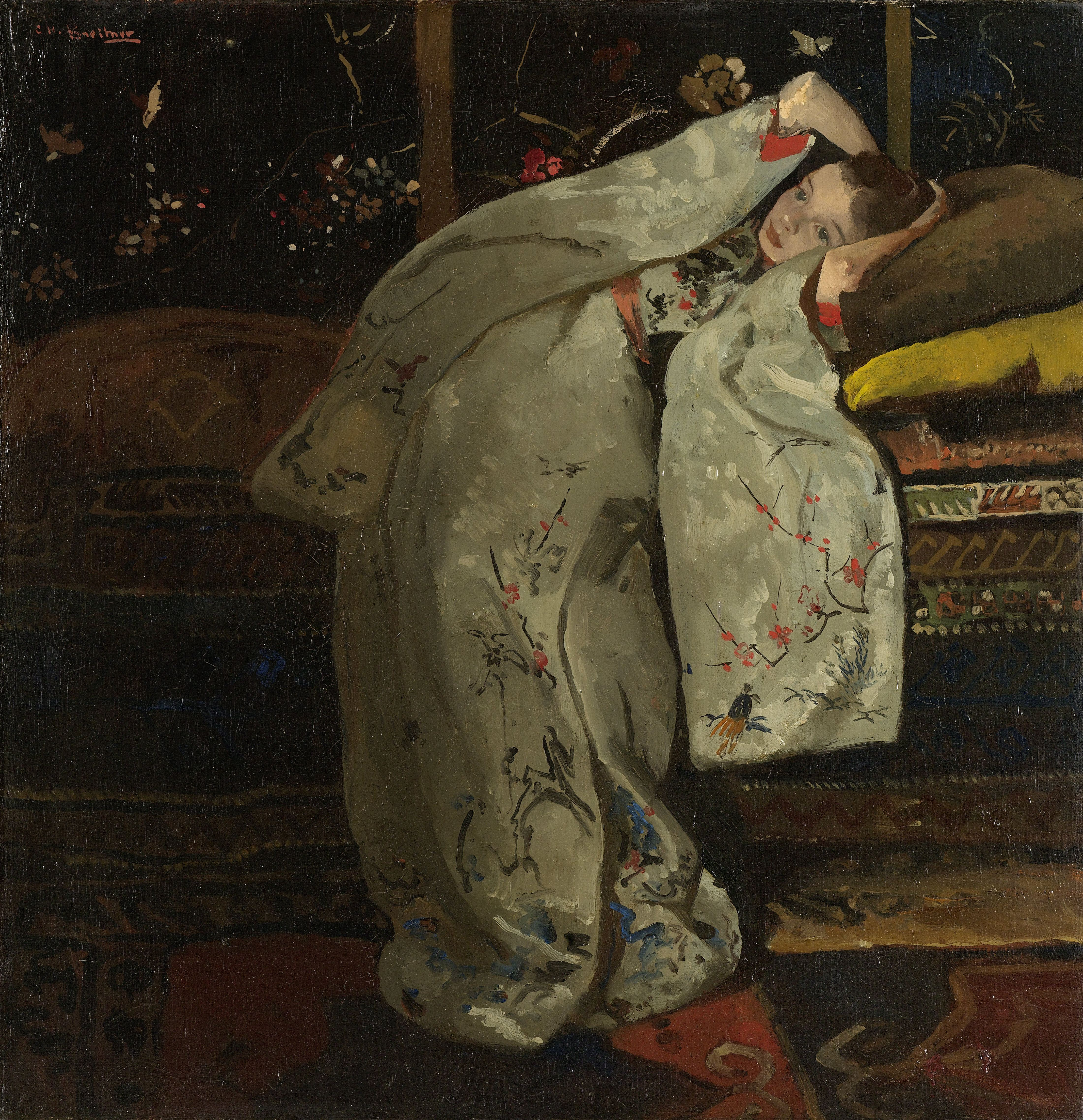
George Hendrik Breitner, Garota no Kimono Branco, óleo sobre tela, 1894
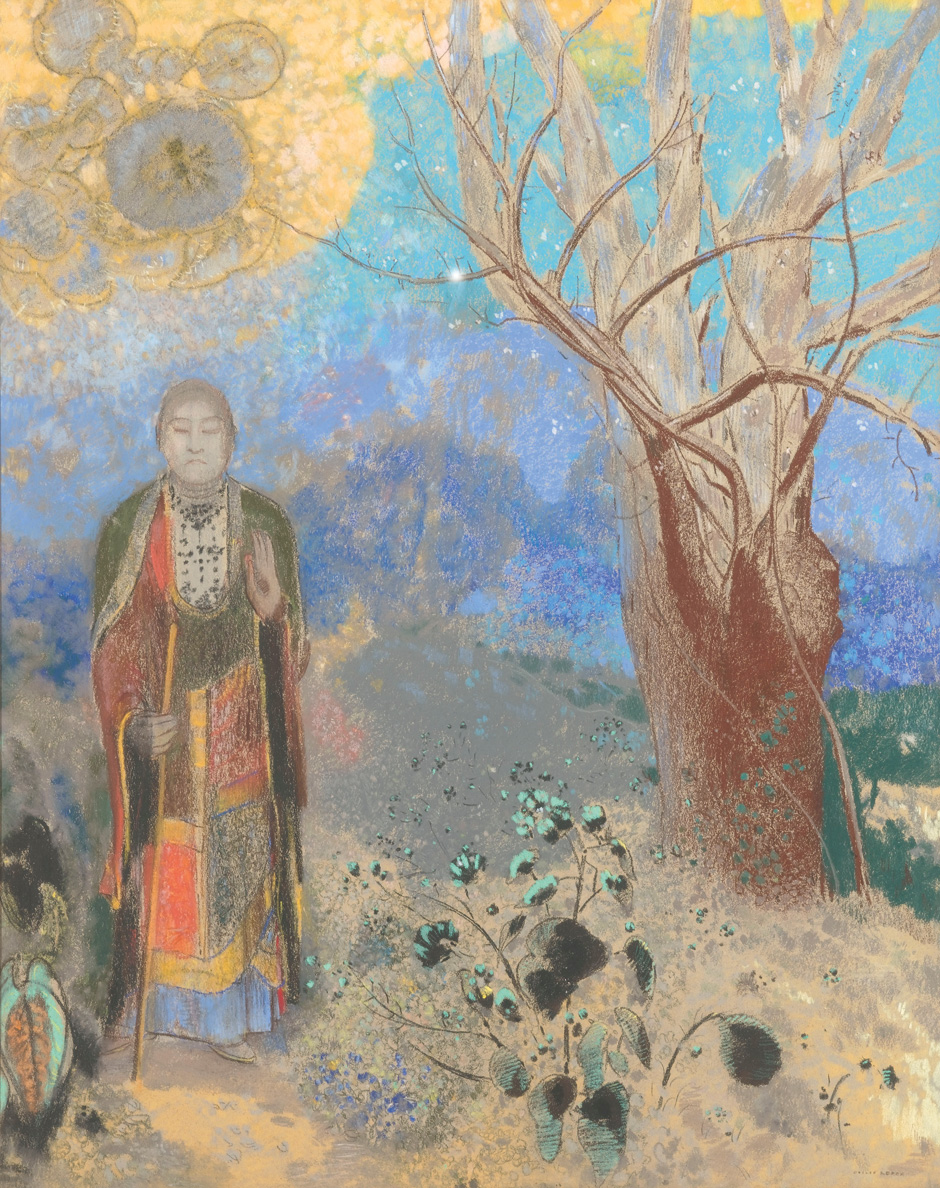
Odilon Redon, O Buddha, 1906
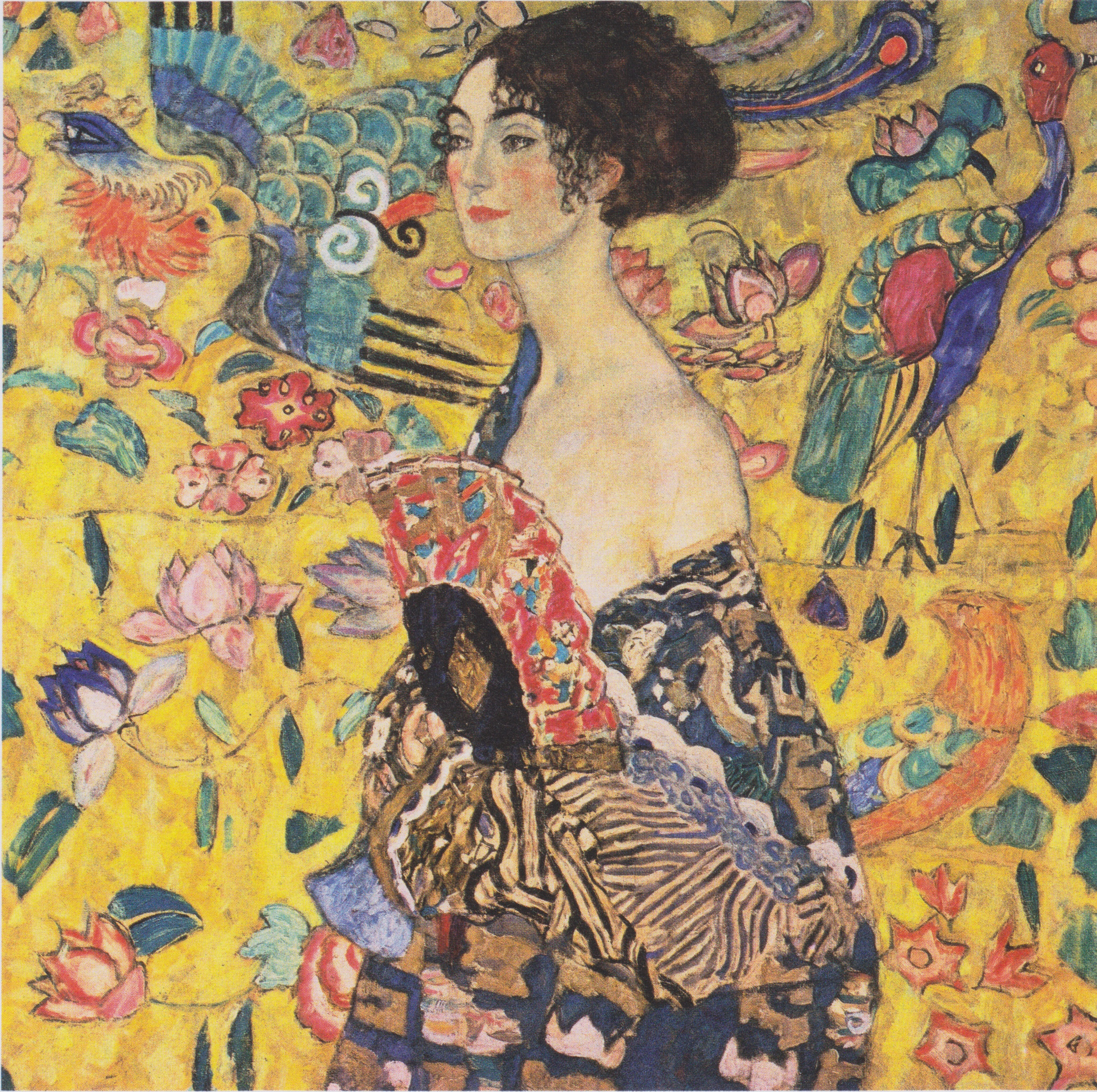
Gustav Klimt, Dama com Leque, 1917/18
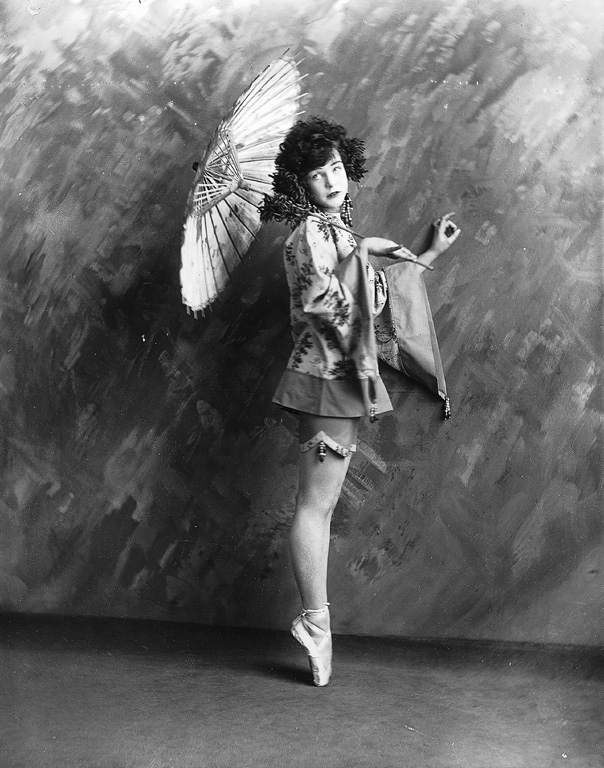
Miss Finney dançando, Montreal, Quebec, 1923
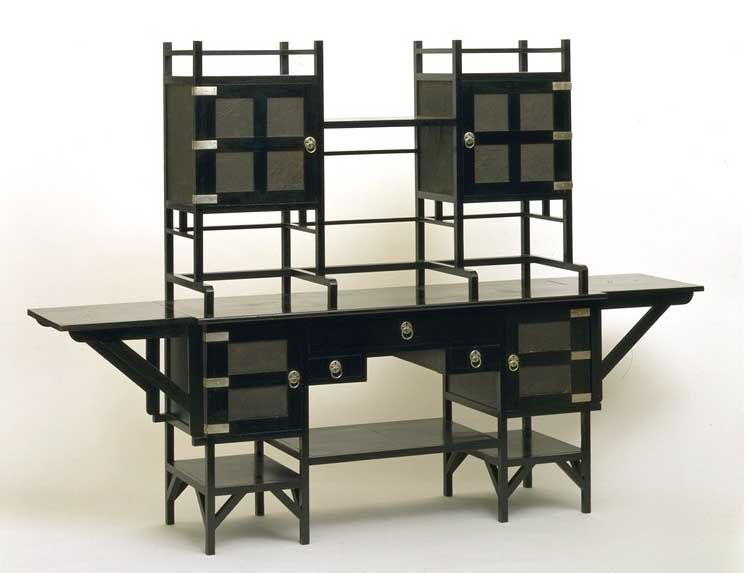
Sideboard by Edward William Godwin (c. 1867–70)
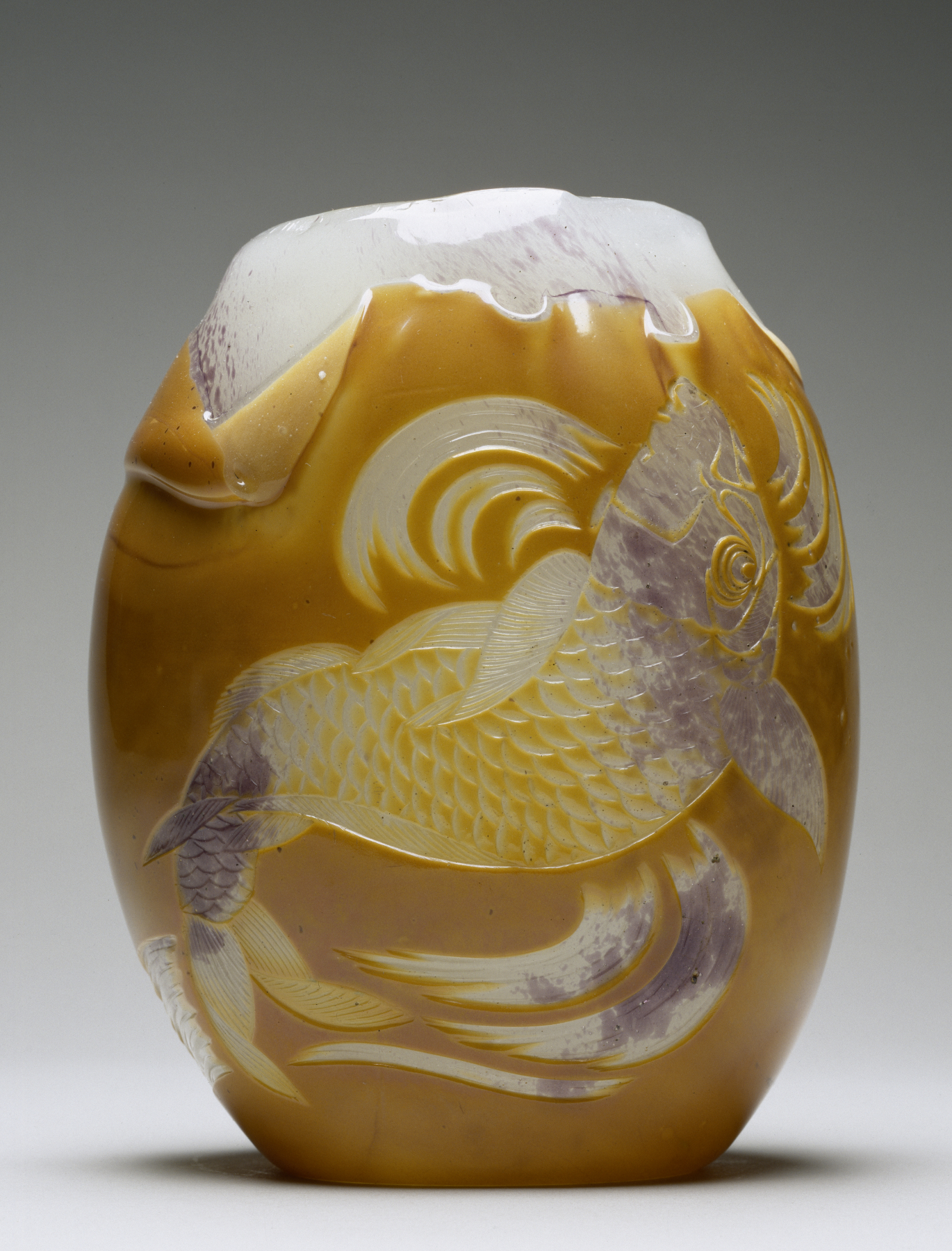
Vaso de Carpas; by  fr; 1878–1884
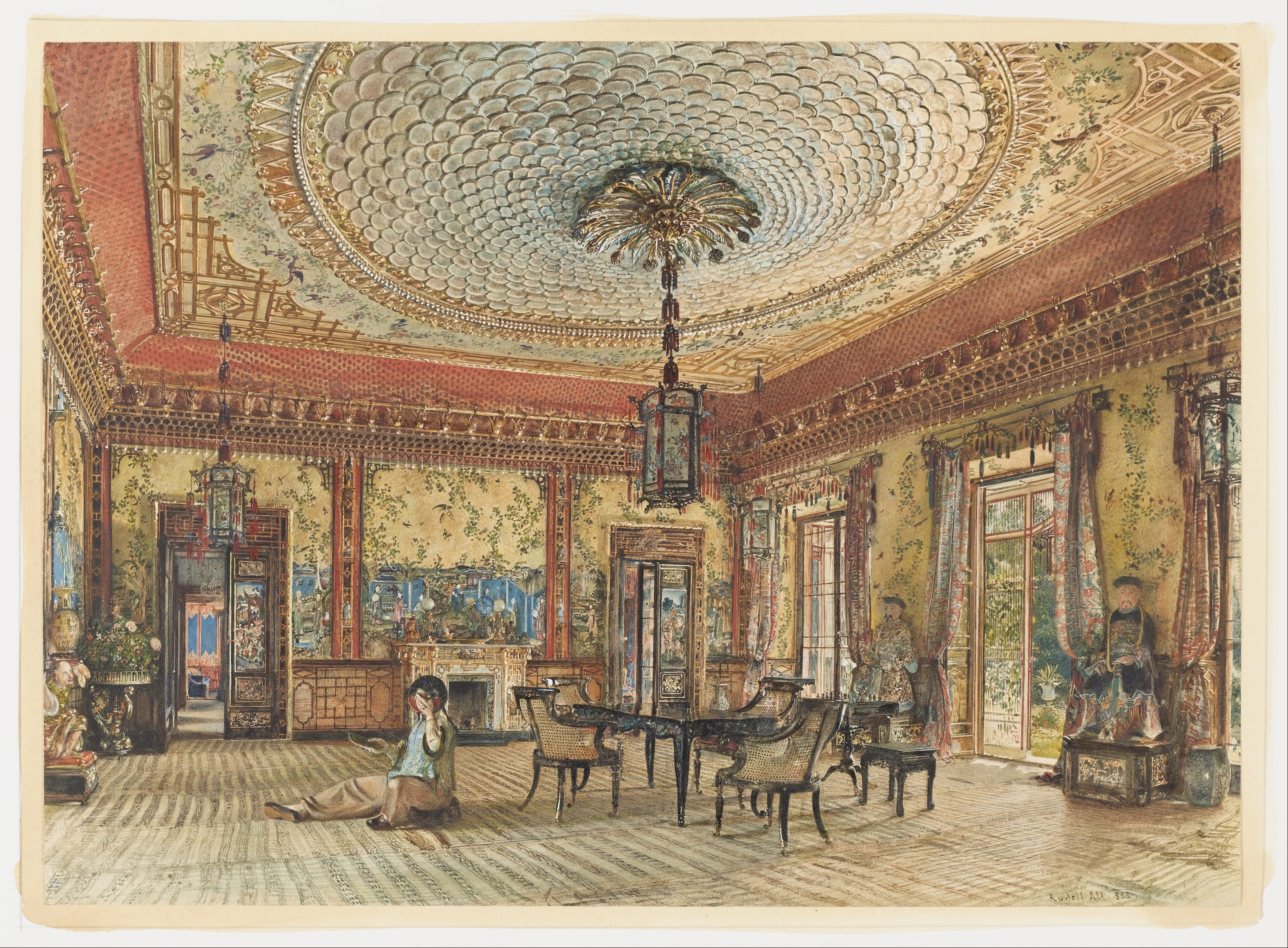
Salão Japonês na Villa Hügel, Vienna
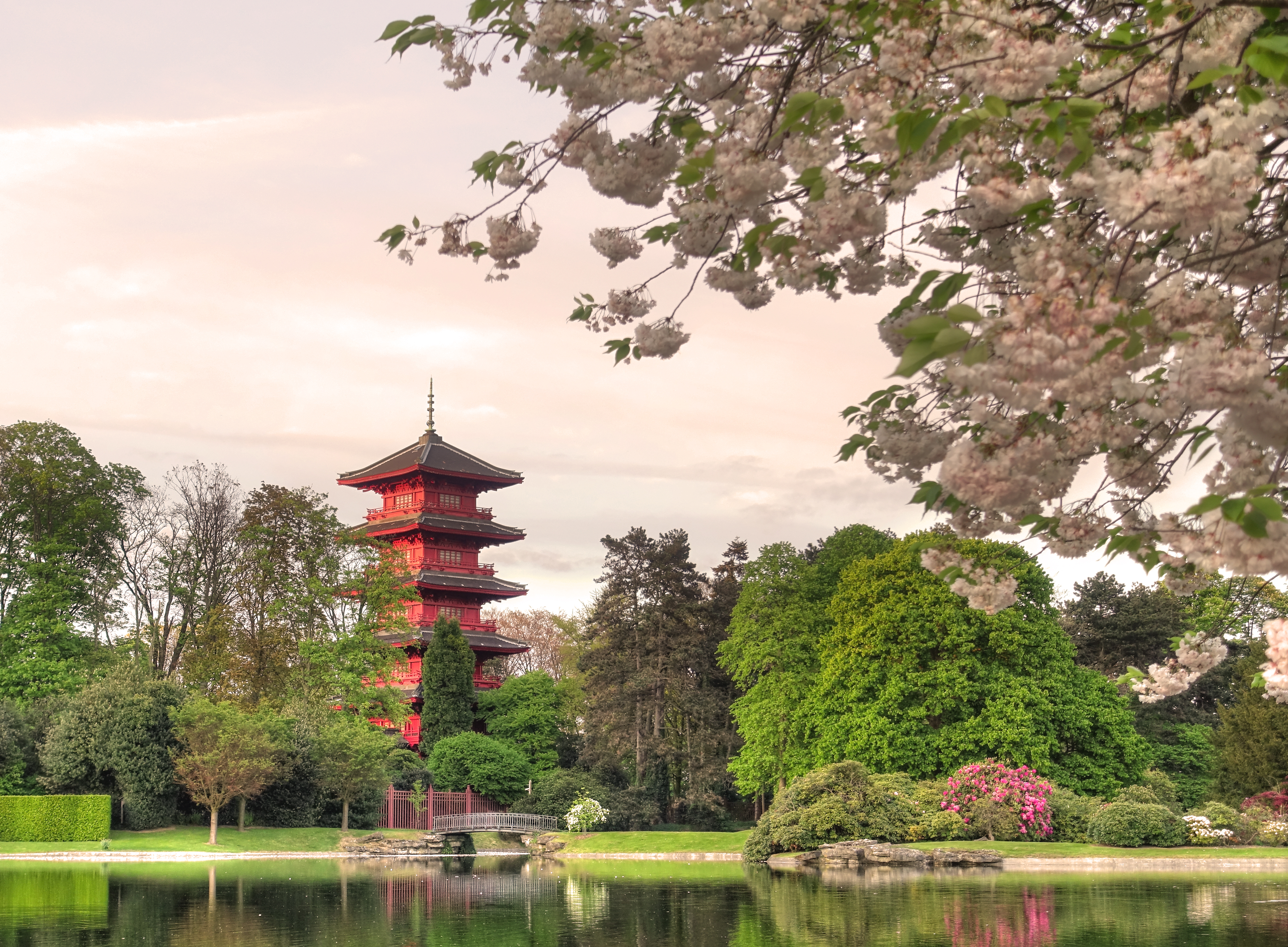
Pagoda japonesa e Jardim do Museu do Extremo Oriente, Bruxelas
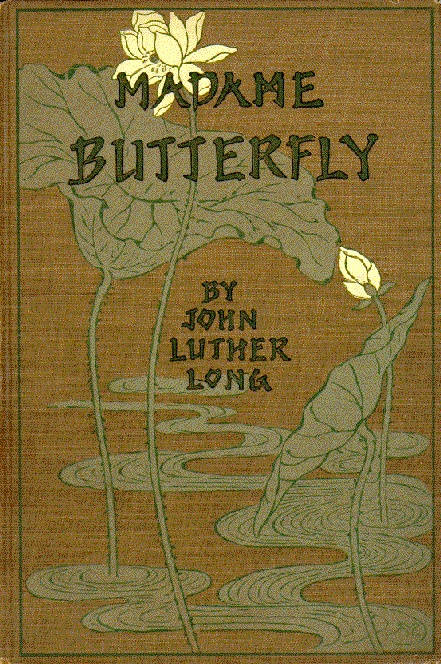
Capa do Madame Butterfly (short story) 1903 edition
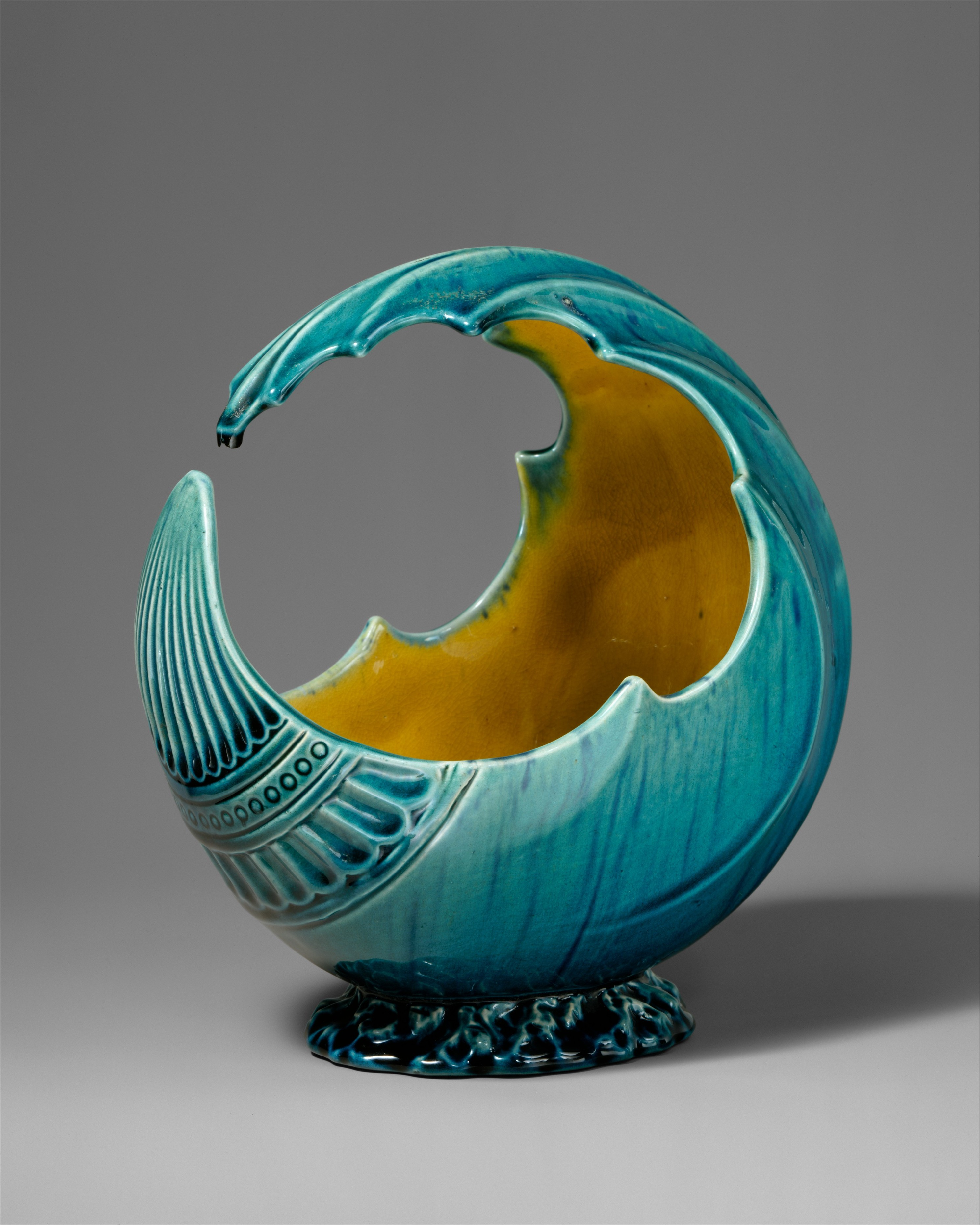
Wave Bowl, de Christopher Dresser. (1880)
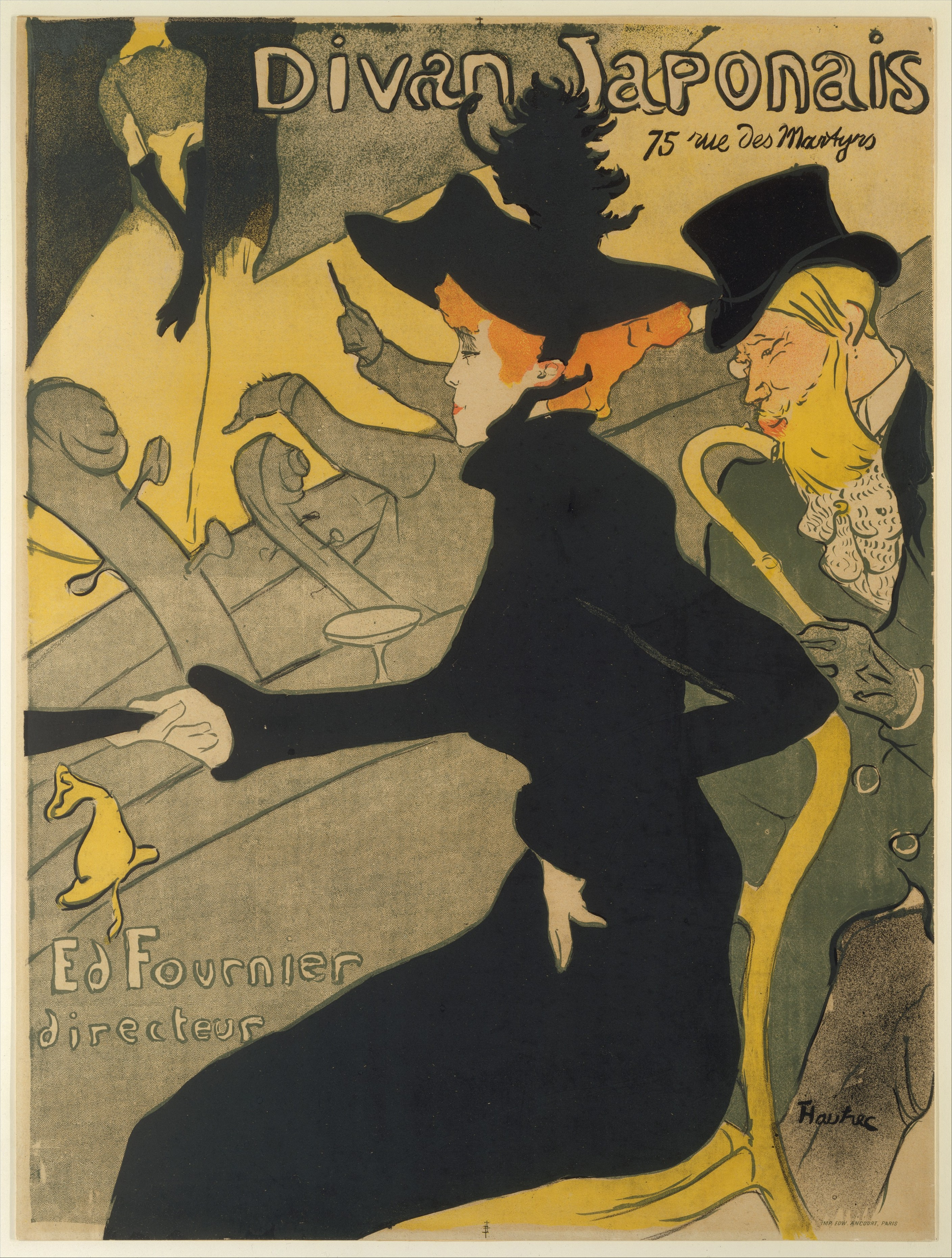
Divan Japonais, pôster litográfico de Henri de Toulouse-Lautrec. (1892-93)